# Almonte
Almonte è un comune spagnolo di 25 751 abitanti situato nella comunità autonoma dell'Andalusia. È il terzo comune della provincia di Huelva per numero di abitanti. La sua superficie è di 859,2 km², collocandosi al 19° posto a livello nazionale e al 7° a livello regionale. La densità è di 27 abitanti per chilometro quadrato. Si trova a 75 metri di altitudine e a 51 chilometri dal capoluogo di provincia. Questo comune, il più grande della provincia, comprende il villaggio di El Rocío, la spiaggia di Matalascañas e gran parte del Parco nazionale di Doñana, dichiarato Patrimonio dell'umanità dall'UNESCO, insieme ad altri otto siti sparsi in tutta l'Andalusia. Ad Almonte si trovano anche due dei sei monumenti naturali protetti dalla Giunta dell'Andalusia a Huelva. Oggigiorno, il comune si distingue a livello internazionale nel settore turistico soprattutto per i suoi paesaggi naturali protetti, per i suoi oltre 50 chilometri ininterrotti di spiagge, che lo rendono il litorale più lungo della Spagna, e per la sua industria agroalimentare biologica, una delle più grandi d'Europa. Da non perdere anche il Pellegrinaggio del Rocío, un evento culturale e ricreativo che riunisce più di un milione di persone provenienti da tutto il paese e dall'estero nell'omonimo villaggio, la cui architettura è stata esportata in America insieme ad altri elementi culturali del comune, influenzando notevolmente la cultura western americana. Almonte è membro fondatore e sede centrale di Amuparna, è stato il primo comune in Spagna a firmare la Carta per la Sostenibilità, è l'unico comune del paese con una rampa di lancio per veicoli spaziali ed è l'unico in Andalusia con una Residenza ufficiale.

## Storia
Almonte, come altre città fondate poco prima della Reconquista, ha una ricca storia e ha partecipato, in misura maggiore o minore, a eventi storici certamente rilevanti, dalla Conquista dell'America alla Guerra ispano-americana, comprese le Guerre napoleoniche. La fine dei conflitti territoriali con Niebla nel 1335 avrebbe plasmato le dimensioni attuali del comune. Sebbene il centro urbano sia stato fondato ufficialmente nell'VIII secolo, nel territorio di Almonte hanno vissuto fin dalla preistoria popolazioni multiple, con vari insediamenti che coincidono, in misura maggiore o minore, con la popolazione attuale. L'attuale status di protezione di una parte del comune come Parco nazionale di Doñana implica una difficoltà aggiuntiva nell'effettuare indagini archeologiche che facilitino lo studio approfondito dei periodi preistorico e antico dello stesso.

### Preistoria
Nelle fasi finali della ricostruzione sono presenti resti dell'Età del bronzo, il che indica che la presenza di una popolazione è in fase di ricostruzione molto più di quanto non sia effettivamente a rischio la fondazione del comune.

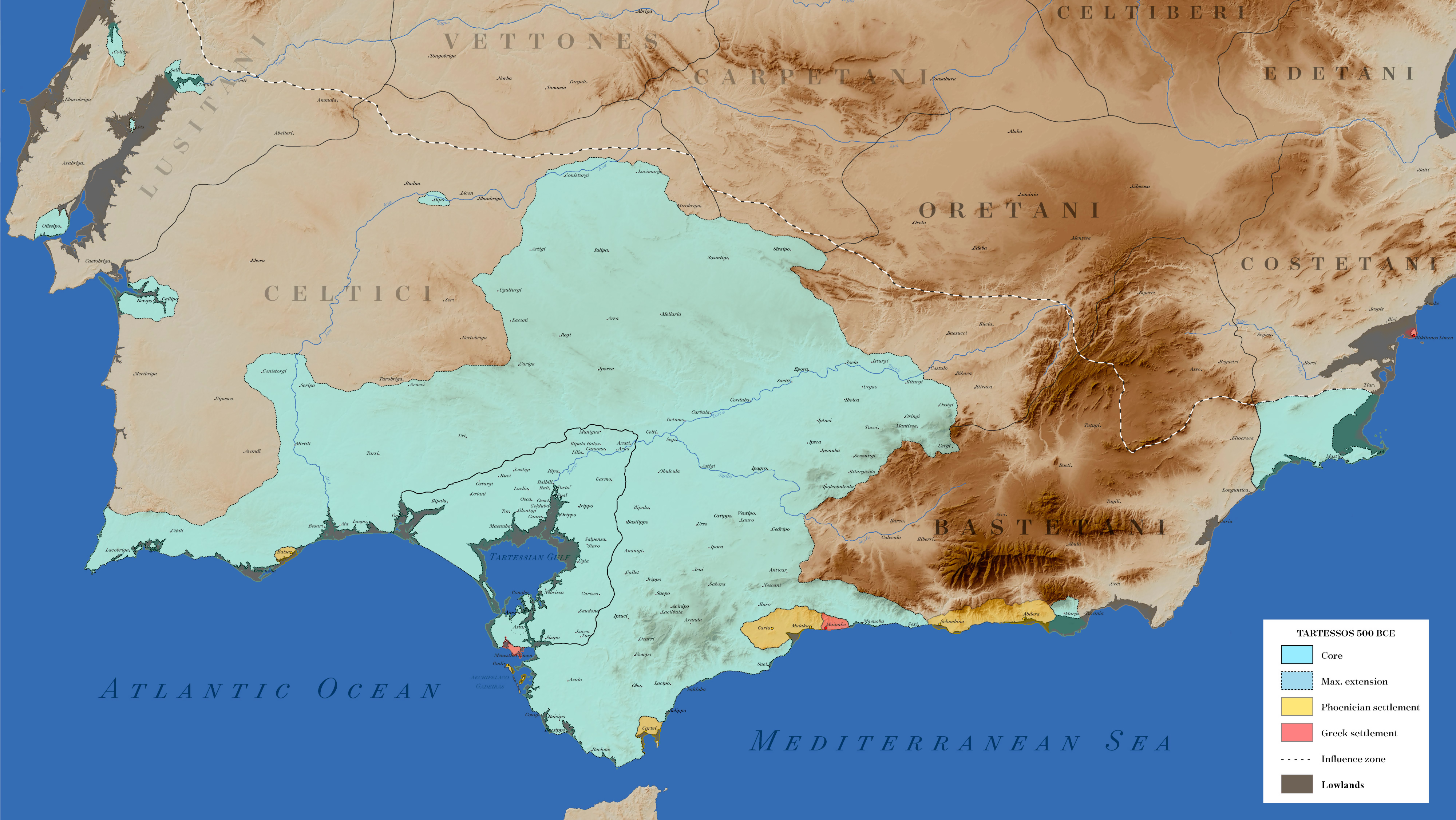
La regione di Tartessia esisteva fin dall'Età del Rame, con il fiume Tartessos (posteriormente Baetis)

Sono state trovate tracce di metalli appannati nei pressi del torrente San Bartolomé, a nord del comune, che corrisponde al villaggio appannato di San Bartolomé de Almonte, esteso su 40 ettari e a 95 metri sul livello del mare, dedicato alla produzione di argento per l'estrazione mineraria e il successivo commercio attraverso il fiume Guadalquivir, come via alternativa per raggiungere la capitale, attraverso il fiume Tinto. Se pensi di essere un villaggio tartessico dell'epoca di espansione, uno dell'Età del rame, fatto di metalli risalenti al 3000 a.C. e l'altra nella tarda Età del bronzo, dal IX al VI secolo. L'architettura realizzata durante questo periodo era costituita da tipiche cavità di forma ovale, scavate e realizzate principalmente in legno e legname. Questa popolazione, secondo le indagini realizzate sul luogo e i suoi scavi, può avere contatti commerciali attivi con Greci e Fenici e chiamare San Bartolomé de Almonte, molto vicino all'attuale Almonte e al Lacus Ligustinus, che si trova sotto El Rocío a Cadice, a partire dal 700 a.C.

### Età antica
Lì, nella stessa forma, si trovano indizi della presenza romana ad Almonte, che, secondo Rodrigo Caro, era la città romana di Alostigi, esistita nel V secolo a.C. Sono stati trovati anche resti situati a Cerro del Trigo (attuale territorio del Parco nazionale di Doñana). Gli archeologi Adolf Schulten e George Bonsor, alla ricerca di Atlantide, hanno scoperto le rovine di una fabbrica di garum e una sepoltura. Sapevano dell'esistenza di almeno diverse di queste fabbriche lungo la costa, proprio come una necropoli romana con vari cadaveri, alcuni dei quali sembravano essere giovani uomini caduti, a causa delle ferite riportate dalle articolazioni. Sono state rubate anche monete e altri utensili da seccolo V e II a.C.
Il lago Ligustino o golfo Tartessio, precedentemente menzionato come porta d'accesso al commercio marittimo, si ridusse nel tempo, fino a trasformare Antigua in una palude chiusa e sedimentaria, con il fiume Guadalquivir come unico sbocco al mare, nel s.I. d.C..

### Medioevo
L'attuale centro urbano fu ufficialmente chiamato Al-Yabal nell'VIII secolo, anche se dal X secolo in poi lo storico musulmano-ispanico Ibn Hayyan menzionò la fortezza di Al-Munt (letteralmente "Il Monte") nella sua opera Al-Muqtabis, che si trovava nella Cora de Niebla, tra le altre principali città dell'era musulmana come Huelva, Lepe e Cortegana.
Anche la razza di cavalli che era già arrivata nella zona di Doñana avvenne, a partire dall'VIII secolo, durante il regno musulmano, quando ad Almonte cominciò ad aumentare la nascita del cavallo Marismeño, qualificandolo come specie protetta. Almonte venne riconquistata all'inizio del XIII secolo attraverso l'incorporazione della Taifa di Niebla al Regno di Castiglia, sotto il regime del Protettorato. Dopo la Rivolta mudegiara del 1264, questa taifa venne incorporata nel territorio reale del Regno di Siviglia. Il re cristiano Alfonso X Il Saggio, che nella leggenda della foresta di Rocinas narrava di un cacciatore che trovò l'immagine della Vergine, ordinò nel 1270 la costruzione del primo santuario dedicato a Santa María de las Rocinas nell'attuale ubicazione a El Rocío, essendosi stabilito in questa zona 8 anni prima del suo vero cacciatore.
Nel 1335 il nobile Alvar Pérez de Guzmán prese il controllo della villa di Almonte, allora roccaforte e indipendente da Niebla, che fu convertita in contea nel 1369. Nel corso del XIV secolo, Almonte arrivò a sfidare la contea per ragioni territoriali. Un giorno i duchi di Medina Sidonia si convertirono a gentiluomini della villa, ponendo fine agli scontri con Niebla (perché questi erano i conti di Niebla). I duchi di Medina Sidonia cercano un territorio unito a Niebla, Sanlúcar e Almonte. Nel 1338 Almonte acquisì le sue dimensioni territoriali definitive.

### Età moderna
L'attività economica di Almonte riprese notevolmente dopo la Conquista dell'America, quando aumentò il commercio tra il porto di Palos de la Frontera e Sanlúcar de Barrameda, dando inizio alle esportazioni di olio d'oliva verso l'America. Questa rotta commerciale accresce anche l'interesse per Santa María de las Rocinas e il suo santuario in mezzo alla foresta. Da qui, uno studio archeologico di georadar dell'Università di Huelva, completato nell'aprile 2024, ha stabilito che El Rocío era uno dei porti fluviali più importanti del Basso Medioevo e del Rinascimento. Durante l'età moderna, Almonte esercitò una grande influenza culturale sulle colonie americane, riflettendo in particolare la cultura western, come dimostra la razza di cavalli Mustang (discendente del cavallo Maresmeño) e l'architettura tipica delle popolazioni del West americano originarie di Almonte.

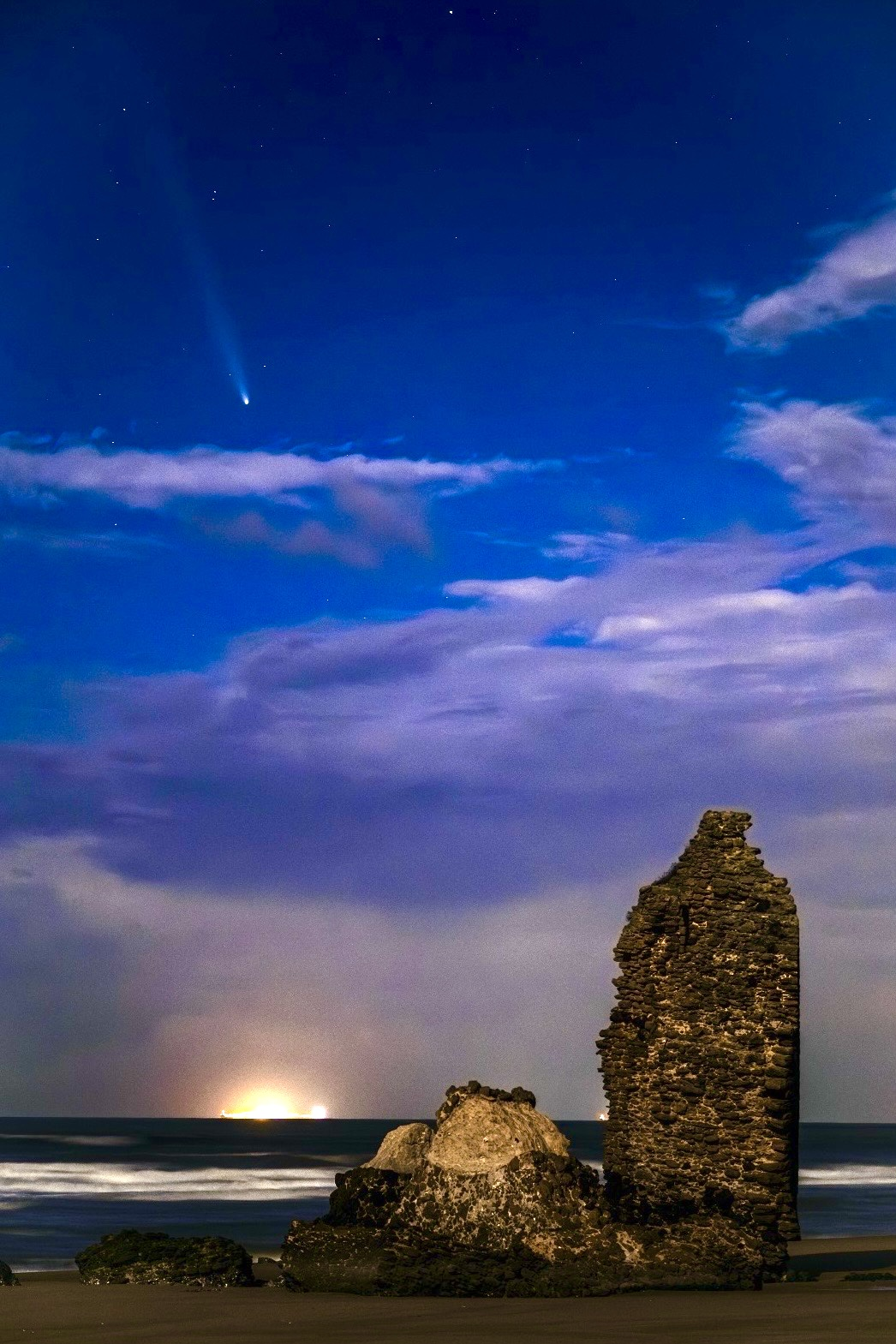
Rovine della Torre dell'Oro (Almonte)

Nelc 1499 i duchi di Medina Sidonia acquisirono la Corte di Almonte con l'intenzione di unificare le loro terre di Huelva e Cadice. Nel 1583 Almonte trovò l'ingresso all flusso de la Rocina da 250 duchi, tra cui il Parco nazionale di Doñana, che fu allora istituito dalla corona come vero e proprio territorio di caccia. Come parte della caccia, vengono introdotte anche la raccolta sottovuoto e l'attività agricola, dando il via ad attività agricole, di pesca e di raccolta da parte della comunità locale. Fino al XIX secolo c'era chi gestiva il governo, influenzandolo. Nel corso del XVI secolo si verificarono numerose sconfitte da parte del sindaco di Niebla e dei duchi di Medina Sidonia sulla proprietà, l'uso e la giurisdizione della zona di Doñana, che colpirono in particolar modo le attività cinegetiche. Fu in quest'epoca che Filippo II ordinò la costruzione di torri lungo tutta la costa andalusa, erigendone 6 ad Almonte. Fin dal XVII secolo, i re hanno visitato il Parco nazionale di Doñana, fino a quando non vi ritornano in occasione delle visite e dei soggiorni di vacanza dei presidenti di governo nella Residenza ufficiale del Palazzo de las Marismillas.
Nel 1598 Santa María de las Rocinas (già conosciuta come la Vergine del Rocío) venne trasferita per la prima volta a Almonte, evento che si sarebbe ripetuto in innumerevoli occasioni successive, solitamente a causa di calamità naturali o gravi conflitti, e venne fondata la Hermandad Matriz (Confraternita Matrice, la prima istituzione ufficiale organizzata dai devoti della Vergine del Rocío.. La Vergine fu ufficialmente riconosciuta come Santa Patrona di Almonte nel 1653 e i diversi eremi delle sue sorelle iniziarono i loro pellegrinaggi annuali, partendo, per antico ordine, da quelli di Villamanrique de la Condesa, Pilas, La Palma del Condado, Moguer e Sanlúcar de Barrameda. Nel 1747 il consiglio comunale decretò l'esenzione dalle tasse sulla vendita dei prodotti del Pellegrinaggio del Rocio, cosa che fece aumentare esponenzialmente il numero di visitatori del paese. Il Terremoto di Lisbona del 1755 distrusse gran parte di sud-ovest spagnol, tra cui lo centro storico di Huelva, le torri costiere (gran parte delle quali a Almonte) e l'antico santuario, per chi volesse restaurarlo. Due anni dopo l'insistenza della città, nel 1772 il duca di Medina Sidonia autorizzò l'inaugurazione di quella che allora si chiamava "Fiera del Rocio", che adottò il nome di "Real" in seguito alla garanzia del re.

### Età contemporanea
Nel XVIII e XIX secolo, la popolazione di Almonte viveva di agricoltura (coltivazione di uliveti e vigneti) e, grazie all'abbondante superficie forestale della zona, riusciva anche a sostenere un consistente allevamento di bestiame, in particolare cavalli, capre, pecore, maiali e alveari. L'ampiezza del territorio comunale consente agli abitanti di Almonte di non avere carenza di risorse alimentari. 

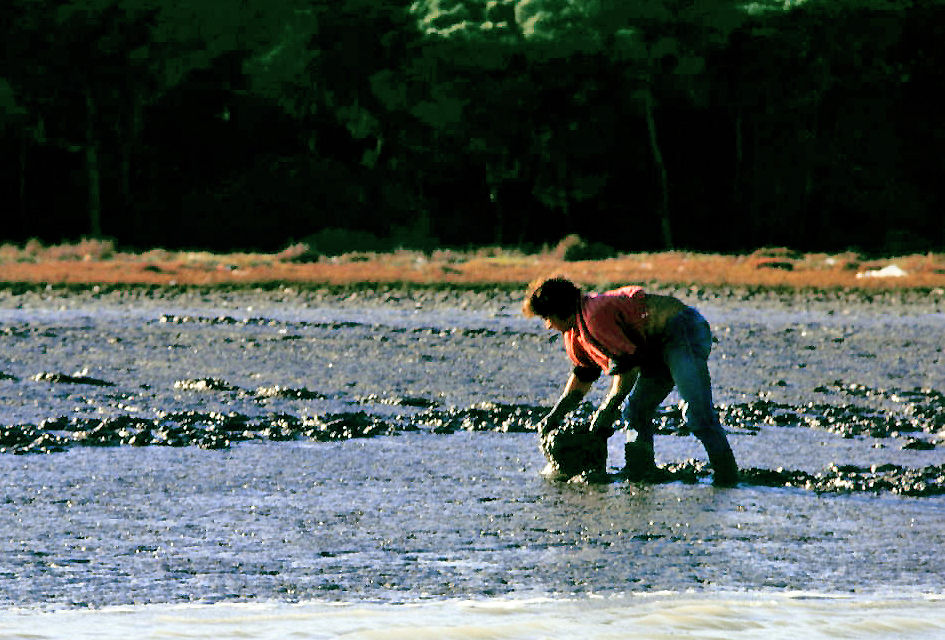
Raccoglitore di molluschi nelle paludi del Guadalquivir

Negli anni '80 l'esecuzione del comandante militare francese Pierre D'Osseaux da parte della popolazione di Almonte presso la casa della famiglia Ortiz de Abreu il 17 agosto 1810 spinse all'invio di oltre 1.000 soldati napoleonici da Siviglia ad Almonte. La gente, stremata dalla Guerra d'indipendenza spagnola, portò via dal villaggio la Vergine del Rocío, implorando il suo intervento. Secondo i documenti dell'epoca, le truppe non raggiunsero mai Almonte, ritirandosi quando erano già nella vicina città di Pilas. Da quella data, ogni anno si celebra un voto noto come “El Rocío Chico” (il piccolo Rocío) per commemorare questo evento.
Nel corso del XIX secolo, nell'ambito delle confische, vennero privatizzati numerosi appezzamenti di terreno e proprietà, dando impulso all'attività agricola negli uliveti e nei vigneti e incrementando ulteriormente il numero di braccianti con proprietà private. La legge signorile del 6 agosto 1811 consentì ai duchi di Medina Sidonia di diventare proprietari a pieno titolo di gran parte della riserva di Doñana, impedendone la cessione in mani private ai contadini. Ciò ha permesso una migliore conservazione del territorio, pur essendo una misura socialmente ingiusta. Nel 1900 la proprietà fu venduta al produttore di vino di Jerez Guillermo Garvey e fu fondata una società di caccia con naturalisti britannici come Abel Chapman, che promossero la portata internazionale della zona. Alla fine, fu il marchese di Merito e l'imprenditore Salvador Nogueras ad acquistare il terreno e a essere costretti a promuovere un ambizioso piano di riforestazione di fronte alla minaccia di espropriazione da parte dello Stato nel 1952 per scopi commerciali. A partire dal 1949, le visite regolari della Vergine ad Almonte furono stabilite ogni 7 anni, con una permanenza di 9 mesi.
Nell'ambito del Piano generale di riforestazione spagnolo, nel corso degli anni '40 più di 30.000 ettari del comune di Almonte furono ripiantati con varie specie di eucalipto blu e rosso, guayule, acacie e cipressi. Sono state piantate anche specie autoctone come il pino domestico. A circa 13 km a sud della città di Almonte, a metà strada tra la città e la costa atlantica, vicino al torrente della Osa, nei primi anni '40 fu costruito il villaggio forestale di Los Cabezudos. La strada che attraversa il paese attualmente termina alla locanda Moguer, anche se anticamente era un sentiero chiamato Camino del Río de Oro (strada per il fiume d'oro), poiché raggiungeva il ruscello accanto alla torre di guardia. L'insediamento aveva una scuola, una chiesa, un medico e diversi negozi ed era all'avanguardia nella tecnologia agricola e nei servizi di fornitura per i suoi quasi 300 abitanti. Si trattava per lo più di famiglie di impiegati statali (ingegneri, guardie forestali e contadini) che, tra le altre mansioni, si dedicavano all'estrazione di legno, essenza e cellulosa dall'albero di eucalipto nelle fabbriche sorte nella zona. Alcuni esempi del progresso e della popolarità di questa città sono il sistema fognario, che non esisteva ancora nelle città vicine, e la visita di personaggi statali di alto rango come la regina di Spagna nel 1982 in occasione del pellegrinaggio di El Rocío. Cabezudos si svuotò gradualmente dagli anni '60 fino alla fine degli anni '80, quando si spopolò completamente e la maggior parte delle famiglie si trasferì nel centro urbano di Almonte. Oggi, con la nuova legislazione europea relativa all'area protetta che circonda Doñana, il villaggio rimane abbandonato e in rovina. Il dibattito si concentra sulla possibilità di rivitalizzare e riqualificare il villaggio, nel rispetto delle attuali tutele del territorio dovute alla sua vicinanza a Doñana.
Nel 1953 fu condotta la prima campagna moderna di inanellamento degli uccelli a livello nazionale, guidata dal biologo José Antonio Valverde ad Almonte. Ciò costituì un punto di svolta nell'espansione del potenziale scientifico dell'area e sottolineò la necessità di creare una futura riserva ornitologica. Nel 1957 venne realizzata la spedizione di Doñana con ornitologi inglesi, e Doñana comparve già sulla stampa internazionale come "la riserva naturale ornitologica più impressionante d'Europa" e nel 1959 l'organizzazione scientifica Wetlands International si concentrò sulla creazione di una futura riserva ecologica. Valverde contatta il Consiglio superiore delle ricerche scientifiche per acquisire la tenuta di Las Nuevas, sulle rive del fiume Guadalquivir, e fondare "il miglior centro di ricerca sulla migrazione degli uccelli" d'Europa. Nel 1962, il sostegno del Fondo mondiale per la vita selvatica garantì la disponibilità di 34 milioni di pesetas per l'acquisto di terreni entro l'anno successivo. Nel dicembre del 1964, la tenuta di Las Nuevas fu acquistata per più di 12 milioni di pesetas e l'anno successivo fu istituita la Stazione biologica di Doñana, con Valverde come direttore. Nel giro di 10 anni avevano già investito 76 milioni di pesetas in infrastrutture e nel 1969 fu istituito il Parco nazionale di Doñana sotto la direzione del Ministero dell'Agricoltura. Nel 1973 il Consiglio superiore delle ricerche scientifiche evidenziò quattro grandi minacce per il parco nazionale: la futura autostrada Huelva-Cadice, l'ambizioso piano agricolo dell'Istituto nazionale per la riforma agraria e lo sviluppo ad Almonte (con l'installazione di colture irrigue), la città costiera di Matalascañas e le miniere di Aznalcóllar. L'unica che è riuscita a paralizzare è stata l'autostrada interprovinciale.
Oggi Almonte è conosciuta a livello internazionale per il Santuario del Rocío, meta di pellegrinaggio della fine del XIX secolo, per il Parco nazionale di Doñana, risalente alla metà del XX secolo; il turismo estivo che si concentra sulle sue spiagge, in particolare Torre dell’Oro, Cuesta Maneli, la città costiera di Matalascañas e le zone incontaminate di Doñana. Anche all'industria agroalimentare biologica, come avviene fin dal XVIII secolo.

## Demografia

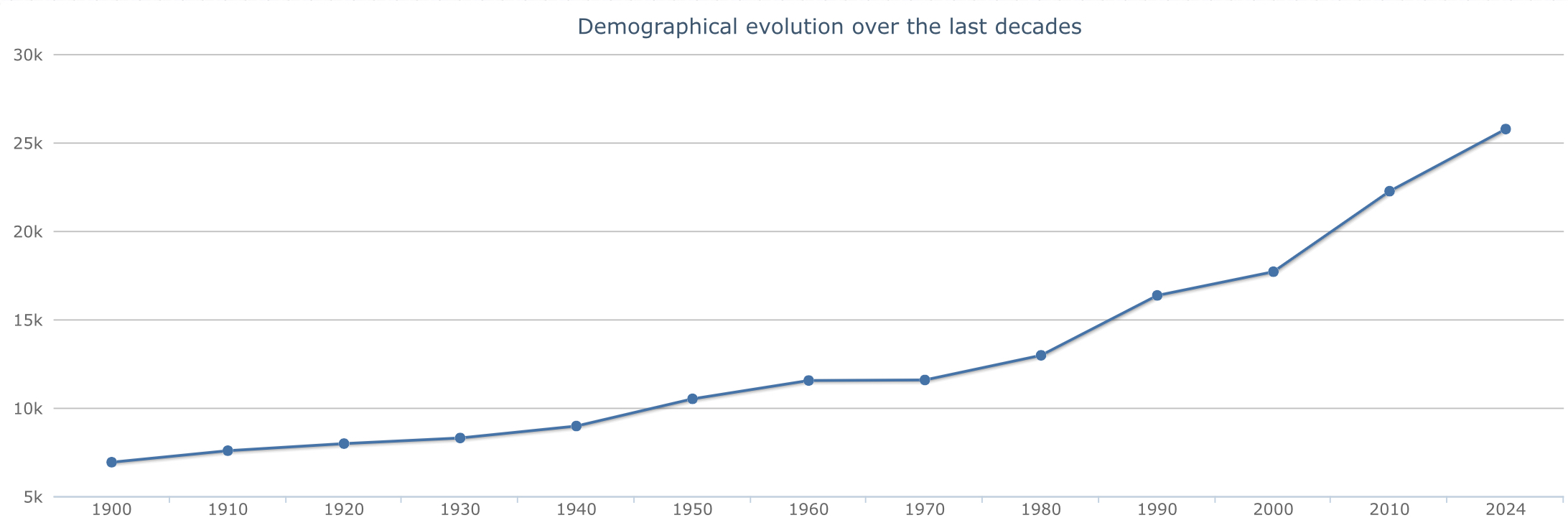
Evoluzione demografica di Almonte dal 1900

Già nel 1534 Almonte era il comune più grande dell'ex Regno di Siviglia e la città più popolata della Contea di Niebla, con più di 2.000 abitanti, raggiungendo i 3.000 a metà del XVIII secolo. La popolazione di Almonte è in costante crescita a partire dagli anni '60, in particolare a partire dagli anni 2000. Ciò è dovuto, in parte, al grande afflusso di immigrati provenienti da 59 nazionalità diverse, principalmente rumeni, polacchi e marocchini, che oggi rappresentano quasi il 20% della popolazione della città. Tra novembre e giugno, periodo di massima raccolta delle bacche, la popolazione di Almonte raddoppia, raggiungendo i 50.000 abitanti, ponendo una sfida significativa ai settori sanitario, commerciale e della sicurezza del comune. Il numero di abitanti negli ultimi decenni è il seguente: 
 Ciò è dovuto, in parte, allo sviluppo della città costiera di Matalascañas, che ha raggiunto il suo massimo storico nel 2009 (2.927 abitanti), e alla popolazione censita in continua crescita di El Rocío, che ha raggiunto i 1.604 abitanti nello stesso anno. Tra il 2011 e il 2014 la popolazione è cresciuta in media dell'1,19% all'anno. Durante la pandemia di COVID-19, Almonte è stata la quarta città della provincia a registrare una crescita demografica. Ciò sembra essere dovuto alla migrazione dalle grandi città dell'entroterra verso la costa, dove aumenta la sensazione di sicurezza e di salute per quanto riguarda il virus. Questa crescita demografica, particolarmente pronunciata tra la popolazione immigrata, si è verificata in modo equilibrato e controllato, con la maggior parte di questi immigrati che si è integrata in modo normale. Infatti, nell'ultimo anno il tasso di criminalità è diminuito del 14%, con una media di 62 furti, 40 furti nei negozi e 3 furti di veicoli all'anno, senza quasi nessuna denuncia di violenza.

## Amministrazione e politica
Il Consiglio comunale di Almonte centralizza la gestione dei tre principali centri urbani del comune (Almonte, El Rocío e Matalascañas). Dopo essere stata amministrata dal Ducato di Medina Sidonia per tutto il XVIII secolo, fu a partire dal 1812 che il governo locale assunse un ruolo centrale. Per tutto il XIX secolo, la politica di Almonte si concentrò su sette aree principali: ordine pubblico e salute, consumo di beni, proprietà, tensioni tra agricoltura e allevamento, salari giornalieri e caccia. Le disposizioni relative all'rdine pubblico sono incentrate sulla prevenzione e punizione della popolazione che si pronuncia contro la Costituzione o il governo, che dà asilo a criminali o stranieri senza preavviso, che taglia gli ulivi o mangia la frutta, che porta con sé schioppi, rasoi, pistole o coltelli, che truffa il pane o l'olio o porta con sé moneta falsa, che chiude le osterie dopo le 10 di sera, che danneggia i lampioni stradali o che introduce bestiame o animali domestici (compresi i cani) senza essere registrati o senza museruola. Le ordinanze di sanità pubblica riguardano il divieto di spostare il bestiame attraverso i centri urbani, di gettare nelle strade pubbliche i rifiuti dei frantoi, delle caldaie o degli alambicchi di liquidi alcolici o l'acqua per lavare i piatti (anno 1836). Nel 1838 furono emanati ordini per demolire gli edifici in rovina, riempire i pozzi e rimuovere gli ostacoli dalle strade; nel 1866 furono riparati diversi pozzi. Per quanto riguarda gli usi e i consumi, nel 1754 fu nominato un distributore di sale e nel 1822 furono istituiti uffici pubblici per la riscossione delle tasse sui cinque tipi principali: olio, vino, aceto, alcol e carne. C'era anche un forte controllo sulla qualità del pane, vietando di mescolare la farina con qualsiasi altro prodotto. Nell'ambito del diritto di proprietà, gli archivi riportano costantemente denunce di furti di pini e ulivi, motivo per cui nel 1793 i vigneti vennero recintati e nel 1857 vennero nominate 10 guardie, due delle quali con cavalli e alcuni guardiani notturni. Dall'arrivo dei Borboni, l'agricoltura cominciò ad avere la priorità sull'allevamento del bestiame, con i divieti sopra menzionati, che provocarono lamentele da parte dei proprietari di cavalli, bovini, ecc. Quanto ai salari, il consiglio comunale si concentrò sulla regolamentazione del loro valore per ogni corporazione, spesso proibendo che variassero da un importo specifico (c'erano diverse disposizioni che punivano con multe e carcere i mietitori, i cavalieri, ecc. che uscivano dal comune per trebbiare). Infine, le ordinanze relative alla caccia la proibirono da marzo a maggio (1754), così come i bracconieri. Nel 1761 venne pubblicata un'ordinanza che prevedeva 60 reales per ogni lupo cacciato, poiché era considerato una specie dannosa per la zona, e quasi 70 anni dopo, nel 1831, la caccia al lupo per sradicarlo divenne obbligatoria per tutti i residenti. A metà del XIX secolo, l'interesse per la fauna selvatica assunse sfumature ecologiche e scientifiche. Nel 1858, l'almontese Antonio Martín Villa, allora rettore dell'Università di Siviglia, chiese per lettera al consiglio comunale un registro di tutta la fauna selvatica del comune. Fino agli anni '30, lupi, volpi e perfino aquile continuarono a essere sterminati.
A causa dell'espansione del comune e dell'aumento della popolazione nella seconda metà del XX secolo, il comune di Almonte ha dovuto affrontare molteplici sfide ambientali, climatiche, economiche, sociali e demografiche. Tra questi problemi rientrano l'accumulo di rifiuti negli spazi naturali dovuto al grande afflusso di turisti durante le feste locali, l'uso agricolo di sentieri naturali che li rendono difficili da percorrere a piedi o in bicicletta, l'uso predominante di veicoli privati, l'uso limitato di biomassa ed energia solare e l'esistenza di alloggi sparsi, soprattutto per i lavoratori stagionali. Come esempio della sfida demografica, vale la pena notare che tra novembre e giugno, la stagione di punta della raccolta delle bacche, la popolazione di Almonte raddoppia, raggiungendo le 50.000 persone, ponendo una sfida significativa ai settori sanitario, commerciale e della sicurezza del comune.

### Governo municipale
La seduta plenaria del Consiglio comunale di Almonte è composta da 21 consiglieri. Dopo un periodo di due decenni di stabilità politica sotto il Partito Socialista Operaio Spagnolo e Francisco Bella, che ha governato per cinque mandati consecutivi dal 1991 al 2011, sono seguiti due mandati in cui hanno governato coalizioni di partiti con ideologie diverse. Dal 2011 al 2015 il Partito Popolare (con nove consiglieri) ha assunto la carica di sindaco insieme a Sinistra Unita (con due consiglieri), per cui l'IU ha avviato un procedimento disciplinare nei confronti dei due consiglieri che avevano sostenuto l'investitura. In quelle elezioni, Bella ottenne nuovamente la maggioranza con 10 consiglieri. Nel 2019 il partito indipendente Ilusiona, guidato dall'ex sindaco Francisco Bella, ha vinto le elezioni, aggiudicandosi nove seggi nel consiglio comunale. Tuttavia, fu il candidato del partito di sinistra Mesa che, con soli due seggi nel consiglio, vinse la carica di sindaco, grazie a un patto con tutte le altre forze politiche dissenzienti. Questa coalizione era composta da tre partiti: Partito Socialista (con sei consiglieri), Partido Popolare (con tre) e Mesa (con due consiglieri). Nelle elezioni del 2023, Francisco Bella ha ottenuto la maggioranza assoluta con 12 consiglieri per Ilusiona, diventando il partito con il sesto maggior numero di consiglieri a livello provinciale e il 15° a livello regionale. I Socialisti ne persero due, Mesa ne ha perso uno e il partito indipendente IxA è scomparso. Le liste elettorali per queste elezioni erano composte da 17.095 persone. Bella è sindaco di Almonte da più di 20 anni, il che lo rende il politico che ha governato il comune per il periodo di tempo più lungo.

## Pianificazione urbana
I tre centri abitati del comune presentano caratteristiche urbane molto diverse, dovute alla loro posizione geografica, nonché ai diversi periodi e funzioni di ciascuno. Mentre Almonte si è evoluta stilisticamente dalla sua fondazione nell'VIII secolo fino ai giorni nostri, con vecchie strette strade acciottolate nel centro storico e vecchi edifici restaurati, il villaggio di El Rocío ha mantenuto le sue ampie e dritte strade sterrate, adattate al traffico equino del XIX secolo. Matalascañas, un'urbanizzazione fondata nel XX secolo poco prima del parco nazionale che la circonda, è stata delimitata da esso e presenta edifici alti a causa dello spazio limitato disponibile per la numerosa popolazione estiva.
Le vie di Almonte furono costruite attorno alla chiesa, un edificio del XV secolo costruito come ampliamento di una cappella mudéjar risalente all'VIII secolo, quando fu fondata la città. Alla fine del XIX secolo furono installate lampade a olio, la piazza fu ricoperta di cemento e le strade adiacenti furono asfaltate in pavé. Nel 1912 l'illuminazione era già elettrica, nel 1930 fu istituito il servizio telefonico via cavo e nel 1956 furono installate le lampade fluorescenti. Nel 1971 venne creata la prima associazione idrica insieme ai comuni limitrofi di Bollullos e Rociana. Nel 1998 il consiglio comunale ricevette 938 permessi di costruire. Nel 2006 il comune contava già più di 27.000 unità urbane e 20.000 abitanti.

### Architettura
Fino alla metà del XX secolo, i tre stili architettonici della città erano case, torchio oleario e casa vinicola. La casa tradizionale di Almonte è caratterizzata fin dal XVI secolo da due piani (il secondo più basso, chiamato soffitta o solaio, anticamente utilizzato per riporre grano o attrezzi), un tetto a due piani in tegole fatte a mano e finestre con inferriate, dalle più austere alle più vistose, che rivelano il rango sociale della famiglia. Sulle facciate sono spesso presenti delle linee d'ombra leggere per mettere in risalto porte, finestre o cornicioni (stipiti, battiscopa, cornicioni, ecc.). Oltrepassata la porta principale, solitamente posta al centro della facciata e dotata di soglia, si accede solitamente a un corridoio o vestibolo, che dà accesso al soggiorno principale e alle camere da letto. Un tempo era abbastanza ampio da contenere le stalle, ma col tempo gli animali entrarono da una porta sul retro e la sala d'ingresso si ridusse, rimanendo utilizzata esclusivamente per ricevere gli ospiti o per brevi riunioni di quartiere. La parte posteriore interna della casa era solitamente utilizzata come cucina, sala da pranzo e soggiorno e aveva accesso al cortile posteriore, dove si trovavano il pozzo, il lavandino e il vaso sanitario. Opzionalmente, questo patio aveva una porta sul retro, comunemente detta “puerta falsa” (falsa porta) che dava sulla strada. Le fondamenta erano solitamente riempite di calce, detriti e pietre. Fino al XX secolo, le case più semplici avevano solitamente un'unica piccola finestra al centro della parte superiore della facciata, nella soffitta, per far entrare il grano e altri prodotti e per la ventilazione. I muri della facciata erano portanti, con mattoni pieni spessi fino a 77 cm, con un rivestimento solitamente intonacato con malta di calce e dipinto di bianco. I gargoyle venivano raramente utilizzati sugli scarichi. La porta era solitamente fatta di pino e dipinta in una tonalità scura, con due ante pieghevoli, una delle quali divisa in due per tenerla socchiusa come uno sportello. Come optional erano presenti doghe, montanti, battenti, chiodi forgiati e lamiera sul fondo come cruscotto. Per quanto riguarda le finestre, l'apertura terminava solitamente con un arco ribassato o con un architrave di travi di legno, eventualmente impreziosito da elementi sporgenti. Protette da una grata in ferro battuto, potevano assumere forme fantasiose man mano che il livello economico aumentava, come porte pieghevoli ricoperte di vetro con persiane o grate. Infine, l'antico cortile ospitava il pozzo, il lavatoio, il forno, il gabinetto e i depositi per le betias e gli attrezzi agricoli. Se il cortile era circondato da altre abitazioni, l'accesso avveniva attraverso la cucina. In caso contrario, c'era un'uscita sulla strada pubblica.
Un altro elemento architettonico caratteristico del centro storico sono le famose torri contrappeso che caratterizzavano i torchi oleari. Quando i mulini venivano chiusi, le porte del diavolo di queste torri venivano sigillate e la vinaccia, le giare di decantazione, i fusi, ecc., sparivano. Uno dei torchi oleari più notevoli conservati e restaurati è l'Hacienda di Santa María (XVIII secolo).
Infine, nel comune sono state aperte più di cinquanta case vinicole. Erano costituite da diverse navate collegate, con muri in mattoni e pilastri. Il tetto era solitamente costituito da tegole curve con una struttura a capriate in legno in stile spagnolo, e una grande porta dava accesso all'interno attraverso il timpano anteriore. Le pareti laterali erano spesso dotate di file di finestre con inferriate che consentivano la ventilazione. Le diverse navate erano separate da archi. Tra le cantine restaurate ci sono la Case del Conte de Cañete (ora Biblioteca Ana María Matute), la Case dei fratelli Escolar (ora Museo del vino), il Torchio di Cepeda (ora Museo de la Villa) e ila Case de Serafín (acquisito dal consiglio comunale nel 1748 e convertito nell'attuale ufficio turismo negli anni '90).

### Distribuzione
Il centro urbano di Almonte, con una superficie di 3,21 km² e un perimetro di 10,7 km, è suddiviso in diverse zone, tra cui:

#### Il Centro storico
Il centro politico ed economico di Almonte, ovvero il centro storico, non coincide con il suo centro geografico, poiché la città si è espansa più a sud. Fisicamente, la zona centrale della villa si trova all'incrocio tra via Triana e via Alonso Pérez, molto vicina alla rotatoria di Las Yeguas. Il centro storico, tuttavia, si colloca geograficamente nella parte settentrionale, con strade a senso unico e marciapiedi non particolarmente ampi. In questa zona si trovano il municipio, la piazza e la chiesa (XV secolo), il Museo della Villa, il teatro, la biblioteca, la scuola di musica, la pinacoteca, il mercato alimentare, il tribunale, il circolo sociale Casino de La Paz, la sede della Hermandad Matriz, l'ufficio postale, l'ufficio turistico e l'ufficio agricolo regionale di Doñana. Il Casino de la Paz è un iconico edificio del XIX secolo che offre sia servizi di ristorazione che di ricevimento per conferenze, tornei di scacchi, riunioni e spettacoli di vario genere. Dispone di uno spazio esterno, con un'ampia zona giardino delimitata da una recinzione molto caratteristica, e di uno spazio interno con diverse stanze e due piani, in parte gestiti dai soci.

#### La zona nord
Si tratta di una zona ampliata soprattutto negli anni '60 e '70, con un viale che conduce verso la Sierra de Huelva. È dotato di grandi viali con ampi marciapiedi e spazi per praticare sport all'aperto. Contiene il centro sportivo comunale (43.561 m²), due scuole secondarie, il parco Alcalde Mojarro (46.500 m²), il Museo del vino, il CIECEMA (centro internazionale di ricerca scientifica e ambientale), l'Associazione nazionale degli allevatori di bovini Marismeño e la fabbrica di gomma.

#### La zona ovest
Anche l'estremità occidentale della città si espanse negli anni '60, quando iniziarono i lavori di costruzione sull'altro lato della strada A-484, che avrebbe dovuto collegare con Cadice, trasformandone un tratto in una via chiamata Carretera del Rocío. Oggi, questo viale è lungo più di un chilometro e largo quasi 30 metri e funge da arteria principale per il settore alberghiero, dei trasporti e altre attività commerciali. Nei primi anni del 2010 è stata costruita una rotonda all'incrocio con Avenida de Los Cabezudos, dotata di un piedistallo e di una statua di Alfonso X Il Saggio. In questa zona si trovano anche il centro sanitario, i monumenti a Lorenzo Cruz, la Torre del Camino, la Scoperta dell'America, i Tori, la Porta del Mare, la Porta dell'Acqua, il parco Fuente de las Damas (con il Centro Culturale della Villa e il monumento al frantoio) e l’autostazione.

#### La zona est
Un'area adiacente al centro storico con la rotonda e il monumento di Las Yeguas, che conduce al quartiere fieristico, la Plaza de España, al centro di paddle tennis e la casa di riposo. È una zona molto commerciale, con ampie strade e marciapiedi e numerose rotonde, piazze, alberi e monumenti. In questa zona si trovano anche la Scuola Ufficiale di Lingue e la Scuola di flamenco.

#### La zona sud
È l'area che si è espansa più di recente. Ha il parco industriale “El Tomillar”, il centro sportivo Los Llanos, il Camino de los Llanos e il Barrio Obrero, con il parco Blas Infante e il parco Clara Campoamor. Questa zona è particolarmente affollata all'inizio del pellegrinaggio del Rocío e della Venuta della Vergine, poiché è attraverso Los Llanos che la processione parte per raggiungere il villaggio di El Rocío.

#### El Rocío e Matalascañas

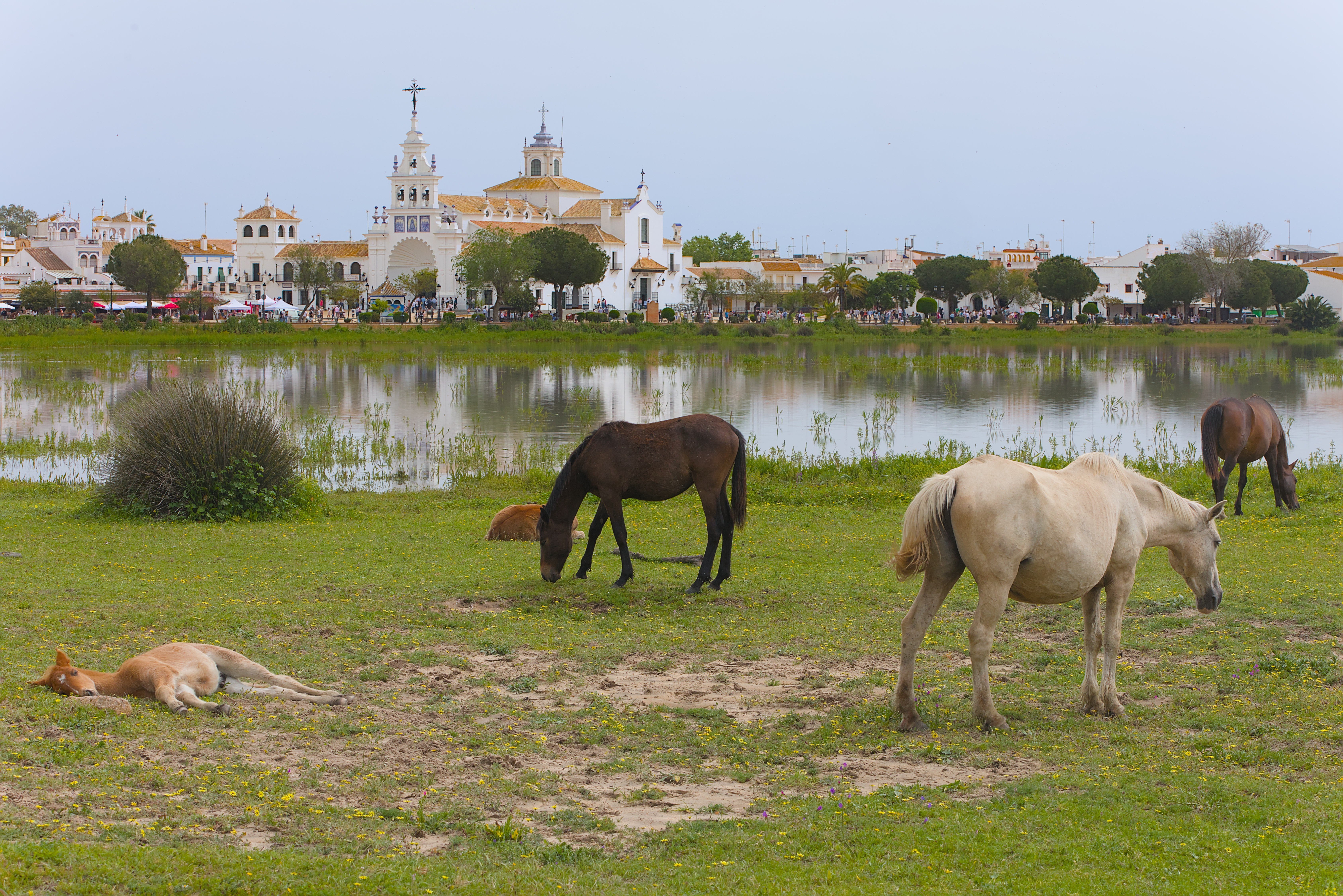
Vista sud dell'eremo del Rocío

Il villaggio di El Rocío, 15 km a sud della città di Almonte, ha una forma rettangolare e si trova a nord della palude, dove il ruscello di La Rocina sfocia. Le sue vie, ad eccezione di quelle che circondano il tempio, sono dritte e tutte sterrate, con uno stile architettonico e culturale unico che è stato esportato in America. Ha una popolazione permanente di poco più di 1.000 abitanti e comprende una scuola, un centro sanitario, un ambulatorio e una caserma. La maggior parte degli hotel, ristoranti e attrazioni turistiche si trovano nella zona del tempio e sul lungomare della palude. Nel settembre 2024 sono iniziati i lavori di costruzione del CECOPI (centro di coordinamento operativo integrato) nella zona nord, accanto all'eliporto. Si tratta di un ospedale ad alta tecnologia che sostituirà l'ospedale da campo temporaneo allestito ogni anno durante il pellegrinaggio. Inoltre, sarà la sede della polizia locale e nazionale, del consorzio dei vigili del fuoco, 112, del GREA, dello Spazio Naturale di Doñana, del centro sanitario e di vari uffici da cui coordinare i servizi di sicurezza della zona. L'edificio occuperà una superficie di 8.600m² e richiederà un investimento di oltre 4 milioni di euro. Nel 2024 il Washington Post pubblicò un articolo che descriveva El Rocío come "il villaggio seducente dove il passato sembra il presente". L'articolo descrive brevemente l'abbigliamento e le idiosincrasie degli Almonte e sottolinea gli aspetti romantici, letterari e folkloristici del pellegrinaggio, menzionando l'ospitalità dei pellegrini e delle nuove generazioni che aderiscono a questo evento. L'articolo è corredato da un'ampia gamma di fotografie che mettono in risalto le caratteristiche più iconiche del paesaggio naturale, degli abiti e di altre usanze locali.

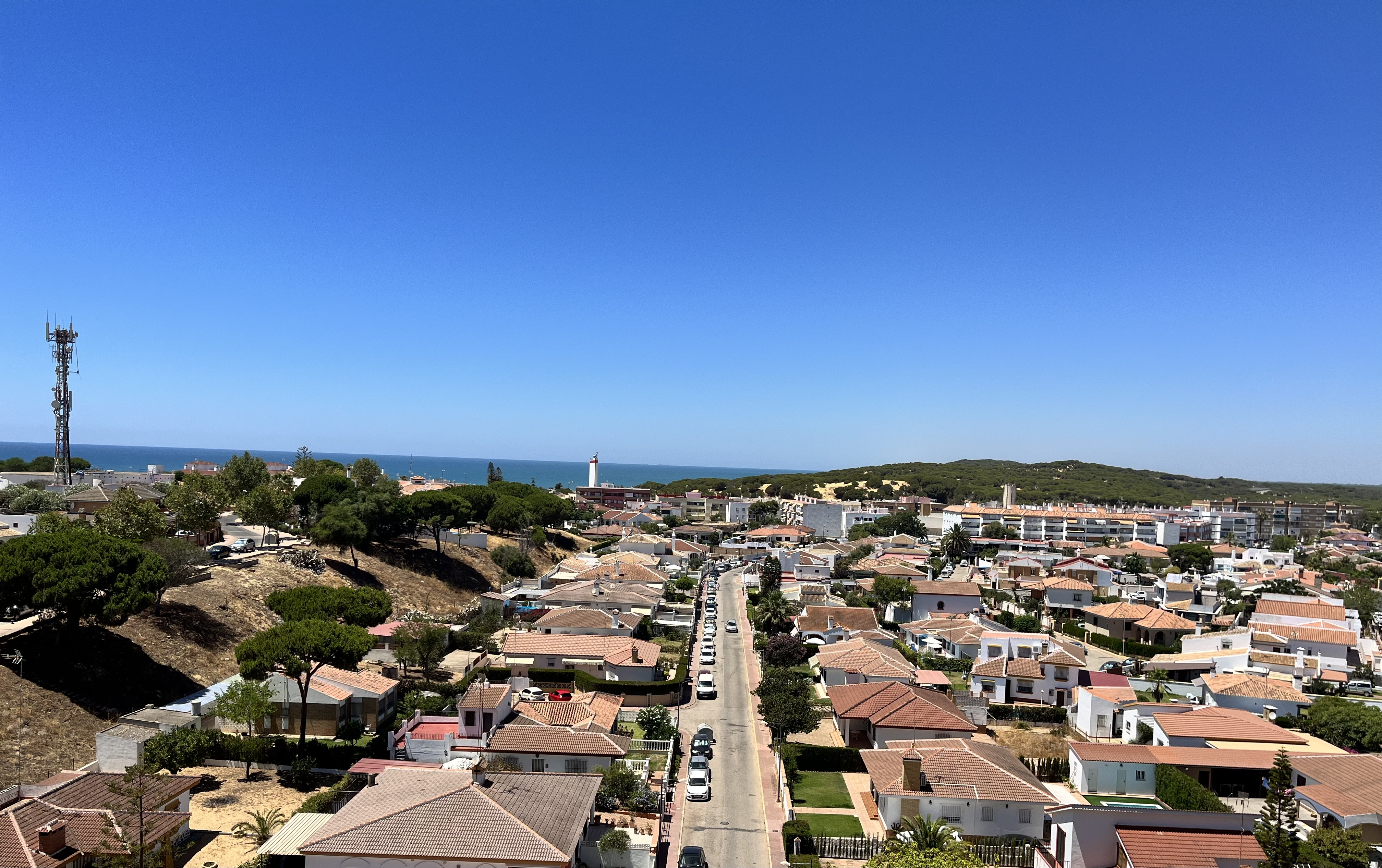
Matalascañas (Almonte)

Circa 15 km più a sud, sulla costa atlantica, si trova la città costiera di Matalascañas, con un'area larga un chilometro e lunga quattro lungo la spiaggia. Ha una popolazione fissa di circa 3.000 abitanti. Inizia con un faro all'estremità occidentale e termina con il Gran Hotel el Coto e il Parco nazionale di Doñana all'estremità orientale. È costituito principalmente da villette ed edifici a più piani con giardini e piscine e numerose vie senza uscita. La Carretera Norte (vie nord), che attraversa l'intera città e la separa dal parco nazionale, presenta diverse rotatorie ornate da vari monumenti rappresentativi e conduce ai diversi settori in cui è suddiviso. Matalascañas dispone inoltre di una pista ciclabile nonché di hotel di alta qualità, numerosi ristoranti e bar sulla spiaggia, quattro club nautici e di pesca, un cinema estivo, un luogo per grandi eventi e un campo da golf attualmente chiuso. Il faro di Matalascañas, visibile a occhio nudo da Chipiona, è un'icona nazionale per la sua caratteristica forma triangolare equilatera. Fu installato nel 1994, è alto 23 metri e ha una campata di 20 miglia nautiche. Il quotidiano El País lo ha inserito nella lista dei 10 fari più belli della Spagna.

## Geografia fisica

### Ubicazione

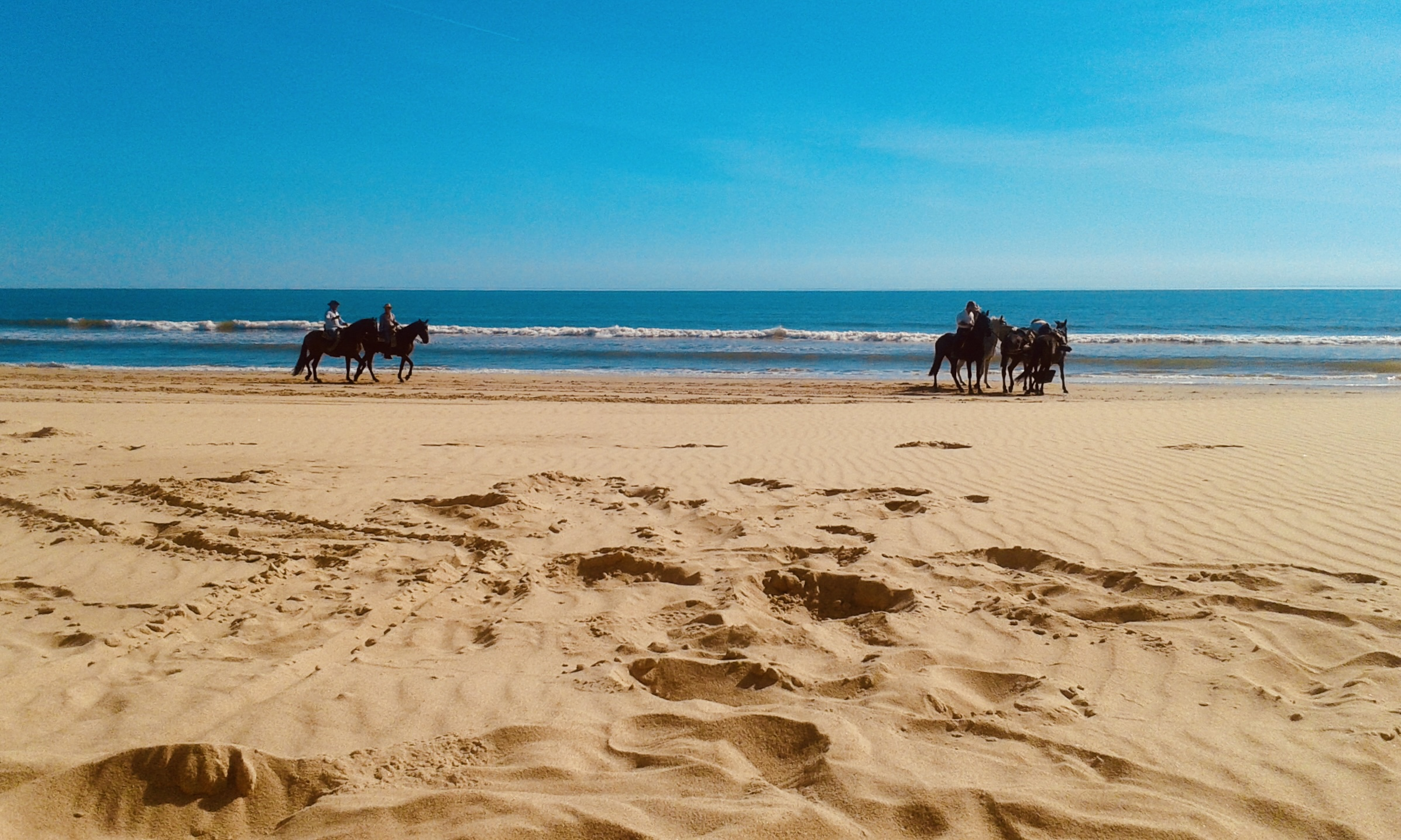
Cavalli sulle spiagge di Almonte

Il comune di Almonte, uno dei più grandi del paese, si trova nel sud-est della provincia di Huelva, sulla Costa de la Luz, che prosegue lungo la costa di Cadice fino a Tarifa. La maggior parte di questa costa è costituita da dune semifossili con una vegetazione bassa, senza terreni rocciosi o accidentati. Tuttavia, in un tratto di diversi chilometri che comprende la spiaggia di Cuesta Maneli e Torre dell’Oro, si trova la falesia dunale più alta d'Europa, a circa 100 metri sul livello del mare, considerata Monumento Naturale dell'Andalusia. Le spiagge di Almonte sono le più lunghe del paese: si estendono per oltre 50 chilometri ininterrotti dalle rovine della Torre dell’Oro fino al fiume Guadalquivir (quasi la metà dell'intera costa di Huelva), 28 dei quali sono protetti all'interno dell'attuale Parco nazionale di Doñana. Solo 4 chilometri sono urbanizzati, quelli corrispondenti a Matalascañas. Sono composte da sabbia relativamente fine e di colore chiaro, con alcune modifiche in vari punti dovute alle tempeste invernali. Sebbene la maggior parte del territorio comunale sia costituita da un substrato argilloso, nella zona settentrionale si riscontra una certa concentrazione di silice e di altri composti sedimentari risalenti al Neogene e al Quaternario. Ad est si trovano limi gialli del periodo Messiniano, spesso ricoperti da sabbie basali. Verso sud abbondano gli strati eolici, mentre nella zona settentrionale prevalgono alluvioni e ghiaie. Almonte si trova nella parte settentrionale del comune, a circa 26 km in linea d'aria dall'Oceano Atlantico. A 15 km a sud si trova il villaggio di El Rocío e infine l'urbanizzazione di Matalascañas, sulla costa atlantica.

#### Bacini idrografici e fiumi

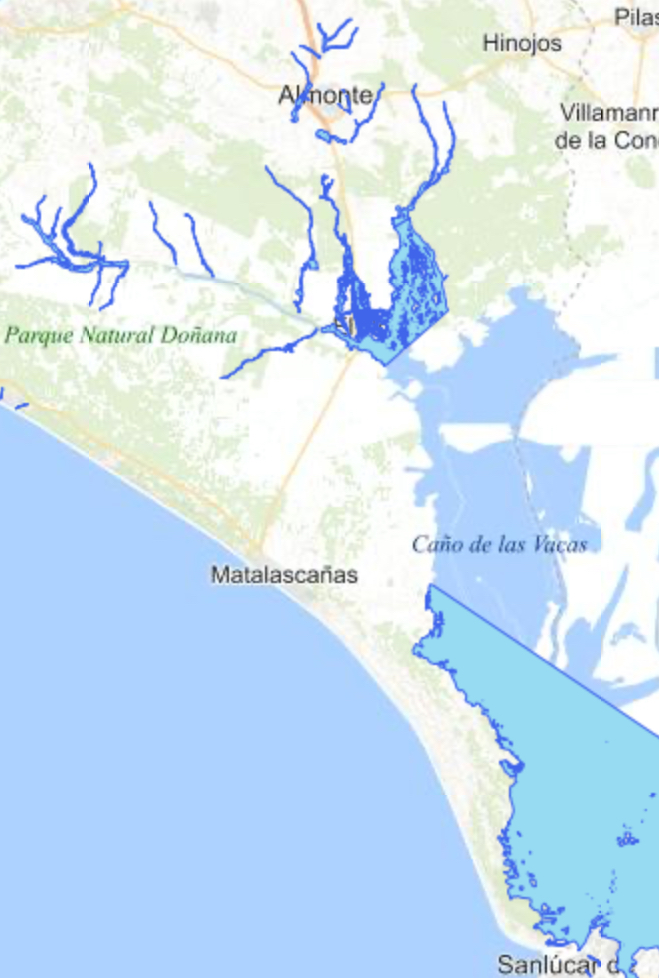
Zone inondabili di Almonte

L'acquifero "Almonte-Marismas" è il più grande della provincia, con oltre 2.800 km² e una profondità massima di 150 metri, ed è il principale bacino idrico che alimenta il Parco nazionale di Doñana. Si tratta di un sistema detritico e poroso formatosi 11 milioni di anni fa, nel periodo Tortoniano (Miocene superiore), che si comporta più liberamente nelle zone con sabbia superficiale, ma che presenta anche una parte confinata al di sotto delle paludi. Le argille sono intervallate da strati detritici, formando una falda acquifera multistrato su una base impermeabile di marna blu. Fa parte della Demarcazione idrografica del Guadalquivir e del Bacino Atlantico Andaluso e non presenta intrusioni marine. Fornisce inoltre acqua a circa 22.000 ettari di terreni irrigati. Ad Almonte attualmente ci sono tre corsi d'acqua principali e una laguna permanenti: il ruscello Santa María, il ruscello La Rocina, il ruscello Caño Madre de las Marismas e la laguna di Santa Olalla. Il ruscello Santa María nasce nella parte nord-orientale del comune, all'altezza della strada provinciale HU-4200, dai ruscelli El Saltillo e Rioseco. Santa María circonda la parte sud-occidentale della villa de Almonte e prosegue verso sud fino a confluire nel ruscello di La Palmosa, che sfocia nella palude del Rocío a nord-est. Il ruscello La Rocina nasce nella parte più occidentale del comune, vicino al villaggio di Los Cabezudos, e sfocia nella palude del Rocío. Questa palude è completamente allagata tra i mesi di ottobre e luglio, mentre è generalmente umida e presenta livelli di acqua nel sottosuolo elevati durante agosto e settembre. Questa palude è collegata a sud-est dal Caño Madre de las Marismas, che poi si fonde con il Caño del fiume Guadiamar e sfocia nel fiume Guadalquivir. Infine, la laguna di Santa Olalla si trova a poco più di 2 km dalla spiaggia, molto vicina al sistema dunale del Parco nazionale di Doñana. Anticamente nel comune di Almonte scorrevano decine di corsi d'acqua, il più importante dei quali era l'antico ruscello de San Bartolomé, che diede il nome all'omonimo insediamento tartessico. La Giunta dell'Andalusia ha dichiarato zone inondabili del comune i corsi d'acqua sopra menzionati, nonché il ruscello Cañada Martín, che si unisce al ruscello della Palmosa e sfocia nella palude del Rocío a sud-est. Per decenni, questo estuario ha formato un banco di sabbia che sta ostruendo la palude e il caso è stato ripetutamente segnalato dal consiglio comunale. La rimozione di questi banchi di sabbia è essenziale per impedire che i sedimenti sabbiosi ostruiscano completamente la palude. Almonte confina con Bollullos Par del Condado a nord, Hinojos a est, il fiume Guadalquivir e Sanlúcar de Barrameda a sud-est, Rociana del Condado e Moguer a ovest e l'Oceano Atlantico a sud.
| Nordovest: Rociana del Condado     | Nord: Bollullos Par del Condado | Nord-est: Hinojos         |
| Ovest: Bonares y Lucena del Puerto |                                 | Est: Hinojos              |
| Sud-ovest Palos de la Frontera     | Sud: Oceano Atlantico           | Sudeste: Oceano Atlantico |

### Clima
Il clima di questa zona è di tipo mediterraneo e oceanico, dovuto al contatto con l'Atlantico. Nonostante il territorio di Almonte sia esteso e alcune zone presentino microclimi, la temperatura media è generalmente di 17 °C, con estati molto calde e inverni miti. In generale, le precipitazioni ad Almonte non sono molto abbondanti e non superano i 700 mm all'anno. In generale, il clima del Parco nazionale di Doñana è mediterraneo, con un moderato livello di umidità in inverno ed estati miti e semi-secche, poiché questa è una zona in cui convergono i fronti polari e le alte pressioni subtropicali. In primavera e in autunno si verificano spesso piogge torrenziali e gelate polari, mentre in inverno possono formarsi anticicloni. Nonostante la temperatura media del comune sia mitigata dall'influenza dell'oceano, la zona costiera è soggetta a diverse tempeste di vento e onde, soprattutto in autunno e in inverno, che in alcuni anni hanno causato danni ingenti al lungomare e ai ristoranti. Ciò significa che il consiglio comunale deve investire ogni anno ingenti somme di denaro in riparazioni o miglioramenti a Matalascañas, a volte superiori al milione di euro.
| Almonte                    | Mesi | Mesi | Mesi | Mesi | Mesi | Mesi | Mesi | Mesi | Mesi | Mesi | Mesi | Mesi | Stagioni | Stagioni | Stagioni | Stagioni | Anno |
| Almonte                    | Gen  | Feb  | Mar  | Apr  | Mag  | Giu  | Lug  | Ago  | Set  | Ott  | Nov  | Dic  | Inv      | Pri      | Est      | Aut      | Anno |
| -------------------------- | ---- | ---- | ---- | ---- | ---- | ---- | ---- | ---- | ---- | ---- | ---- | ---- | -------- | -------- | -------- | -------- | ---- |
| T. max. media (°C)         | 15,2 | 16,6 | 19,2 | 21,5 | 25,7 | 30,8 | 33,8 | 34,1 | 29,7 | 24,6 | 18,5 | 15,9 | 15,9     | 22,1     | 32,9     | 24,3     | 23,8 |
| T. min. media (°C)         | 6,2  | 6,9  | 9,1  | 11,1 | 14,3 | 18,5 | 20,6 | 21,2 | 18,5 | 15,0 | 10,0 | 7,6  | 6,9      | 11,5     | 20,1     | 14,5     | 13,3 |
| Precipitazioni (mm)        | 54   | 50   | 58   | 56   | 35   | 8    | 1    | 3    | 27   | 75   | 60   | 78   | 182      | 149      | 12       | 162      | 505  |
| Umidità relativa media (%) | 75   | 67   | 64   | 62   | 53   | 46   | 42   | 44   | 55   | 66   | 69   | 75   | 72,3     | 59,7     | 44       | 63,3     | 59,8 |

#### Politica ambientale
Dalla seconda metà del XX secolo, in particolare con la fondazione del Parco nazionale di Doñana e l'introduzione delle colture irrigue negli anni 90, Almonte si è trovata ad affrontare una grande controversia europea in merito alla coesistenza del suo ambiente naturale privilegiato con la continua crescente necessità di sviluppo economico e industriale della città. Almonte è stato il primo comune in Spagna a firmare la Carta per la Sostenibilità nel 2000. È stata ratificata sette anni dopo dal presidente del paese e applicata in molteplici ambiti, tra cui il piano urbanistico generale. Già l'anno precedente il consiglio comunale aveva aderito alle linee guida della Carta di Aalborg. È anche membro fondatore e ospita la sede centrale dell'Associazione dei comuni con territorio nei parchi nazionali (Amuparna), creata nel 1997 e che conta circa 100 comuni registrati in tutto il Paese. Dalla fine degli anni 90, è stata all'avanguardia nella tecnologia e nella società ambientale, promuovendo la salvaguardia e la consapevolezza ambientale nel Parco nazionale di Doñana, creando spazi come il Museo del Mondo Marino (il primo museo in Spagna ad avere la certificazione ISO 14000), il primo campo da golf ecologico in Europa e dedicandosi all'agricoltura biologica e fornendo molteplici aiuti all'agricoltura tradizionale.

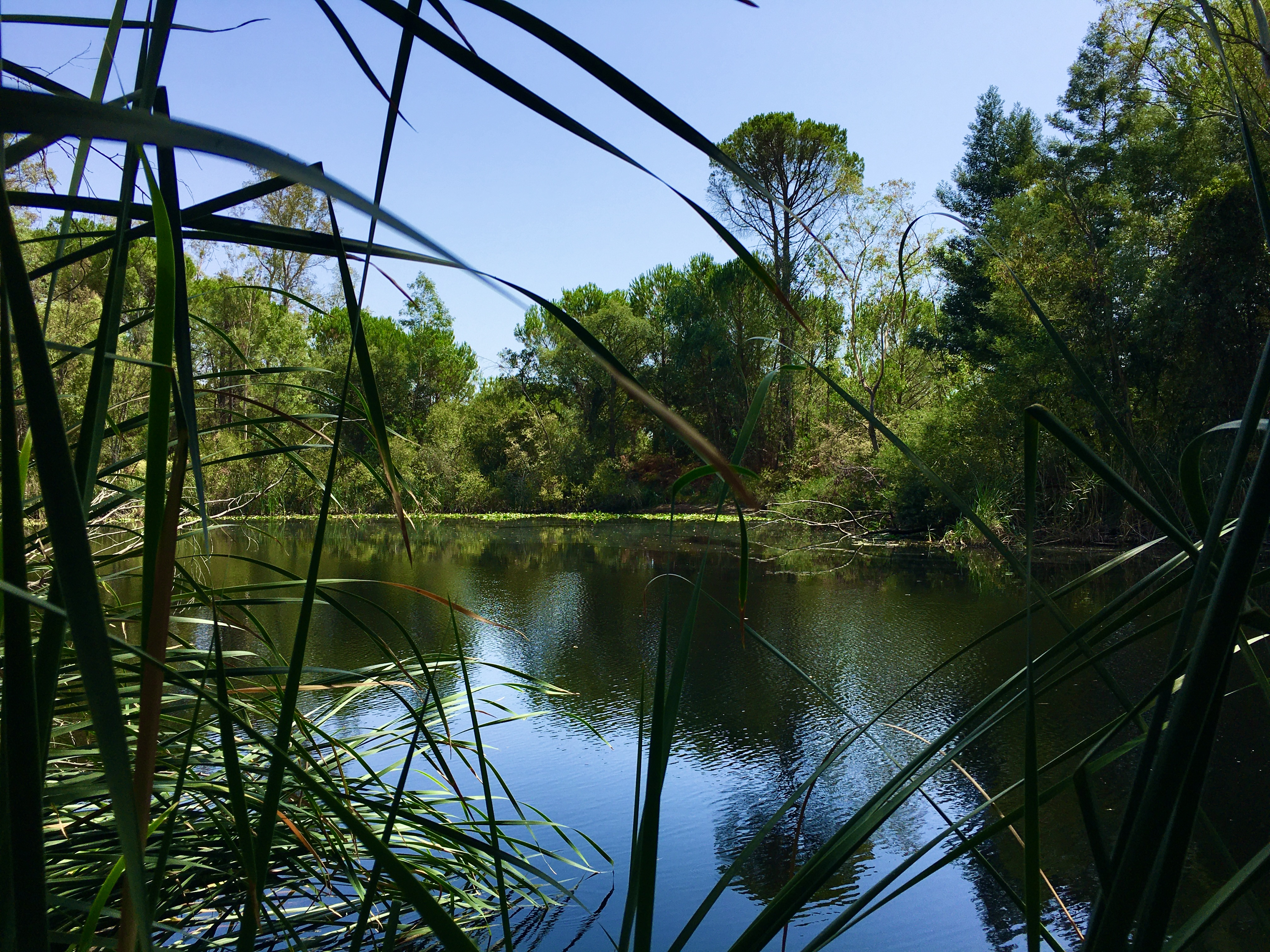
Pozza della Tahona

Nel 2022 Almonte ha ricevuto un finanziamento di oltre 170 milioni di euro per la costruzione di pannelli fotovoltaici dall'azienda americana Matrix Renewables e dall'azienda di Cordova Rolwind, per un totale di 115.000 moduli fotovoltaici di ultima generazione che collocheranno il comune tra le prime aziende di energia rinnovabile in Europa. La Giunta dell'Andalusia, invece, ha annunciato un investimento di 900 milioni di euro concentrato esclusivamente sui sistemi di depurazione.
Per quanto riguarda i rifiuti elettronici, Almonte ha ospitato la prima edizione della campagna #Greenprix, organizzata dalla Fondazione Ecolec, per promuovere il corretto riciclaggio dei dispositivi elettronici. Questa iniziativa è stata realizzata nei comuni con una popolazione compresa tra 20.000 e 50.000 abitanti per cofinanziare progetti di conservazione e istruzione e sostenere le associazioni ambientaliste locali nei comuni che trattano le maggiori quantità di questo tipo di rifiuti. In diversi punti strategici sono stati installati contenitori per questa tipologia di rifiuti. Sono stati inoltre istituiti punti informativi per fornire consigli e informazioni sul riciclaggio delle apparecchiature elettroniche e sulle conseguenze negative di un riciclaggio non corretto. La mascotte ufficiale scelta per trasmettere il messaggio educativo ai giovani è stata il passero. Anche il riciclaggio del vetro svolge un ruolo fondamentale nel comune, che si è classificato al 19º posto su 47 comuni in lizza per la Bandiera Verde Ecovidrio nel 2024. Questo movimento si concentra sul settore alberghiero, molto importante in queste località. Ogni anno a questa campagna partecipano più di 300 strutture ricettive locali e nel 2024 Almonte ha vinto il premio "Iglú verde" insieme ad altri due comuni della provincia.

### Flora e fauna

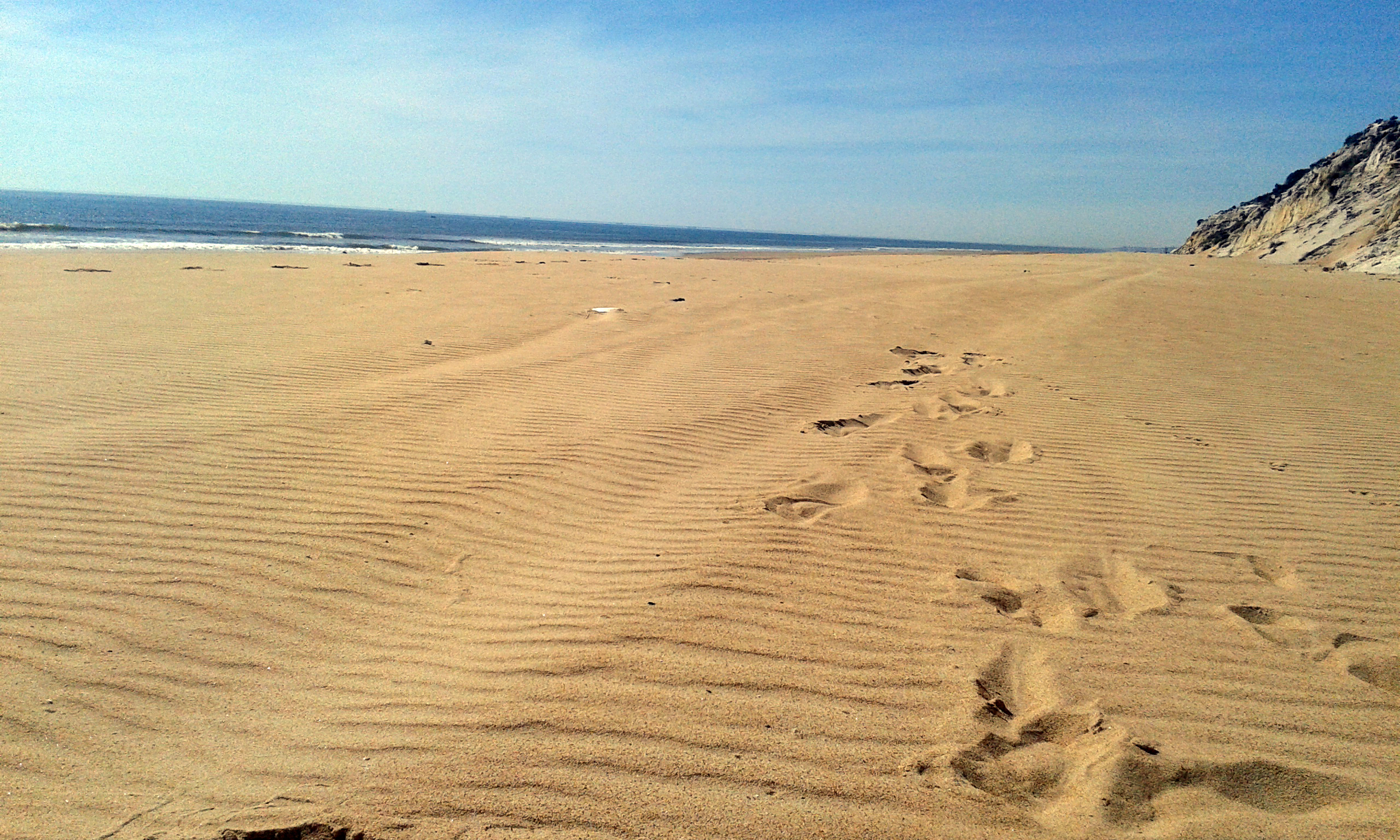
Bassa marea sulle spiagge di Almonte

Nel comune, che rappresenta gran parte del territorio di Doñana, sono presenti numerose specie di flora protette, principalmente macchia mediterranea (ginepro, scirpo marittimo, eucalipti, pini, barrón, acacia, sughera, felci, camariña, palma nana, rosmarino, retama, timo, ginepro). Tra la fauna, si annoverano la lince pardina, cervo, daino, cinghiale, volpe, nitticora, manguste, conigli, airone, germano reale, le aquila imperiale, falco peregrino, grifoni, anguilla e luccio. Sono presenti anche ampie zone di pini rimboschiti negli anni '50 e di sottobosco (con cisti e numerose specie di piante aromatiche). Nei suoi 122.000 ettari si trovano zone e microclimi molto diversificati, da aree che ricordano le foreste pluviali tropicali alle dune del deserto, passando per zone umide, spiagge, pascoli, sottobosco e molto altro ancora. Nel luglio 2022, Almonte è stata dichiarata "Chilometro Zero della Biodiversità in Europa" dal "Global Biological Corridor", un progetto internazionale formato da scienziati, università e fondazioni di diversi Paesi. Nel comune sono presenti diversi centri ippici e associazioni ambientaliste che garantiscono la conservazione di queste specie. Ogni anno vengono stanziati numerosi finanziamenti europei, statali, regionali e comunali per la conservazione, lo sviluppo e la promozione della flora e della fauna della zona. Tra queste rientra anche il Patto Andaluso per la Lince Iberica, lanciato dalla Giunta dell'Andalusia nel 2002. Il patto è stato firmato da oltre 60.000 persone, tra cui l'attore Antonio Banderas, durante la sua visita ad Almonte nel 2008.

## Cultura
Abitato fin dalla preistoria e con un territorio che si espanse fino alla costa durante il Medioevo, Almonte ha una cultura e delle peculiarità ben definite e riconoscibili a livello internazionale, come spiegato nella precedente sezione storica. Nel corso dei secoli, diverse civiltà, da quella tartessa a quella cristiana, tra cui i Greci, i Fenici, i Romani, i Visigoti e i Musulmani, hanno plasmato usanze radicate, influenzate principalmente dall'ambiente naturale unico della zona. Ancora oggi, le tradizioni culturali e l'ambiente naturale del comune continuano ad attrarre visitatori di ogni nazionalità e provenienza: dai turisti che in estate amano le sue spiagge e la sua gastronomia, fino ad alti funzionari del governo e della monarchia spagnoli, che visitano regolarmente il comune e che vi hanno persino una residenza ufficiale.

### Patrimonio storico
Almonte presenta vari elementi appartenenti a periodi che vanno dall'Età dei metalli all'Età moderna. Vale la pena notare:

#### Impronte fossili dell'Olocene
Sulla riva della spiaggia di Almonte, vicino alla scogliera di Asperillo, sono stati rinvenuti resti fossili di impronte di vari ungulati risalenti a più di 150.000-300.000 anni fa, tra cui enocione, uro, elefanti dalle zanne dritte, cervo rosso, trampolieri e anatidi. Si tratta della più grande scoperta archeologica di impronte di fenicotteri fino ad oggi, sia per dimensioni (più di 250 impronte) che per età (esistono solo due siti simili al mondo, Biache-Vaast (Francia) e la grotta di Teopetra (Grecia). È anche la prima scoperta di impronte fossilizzate di fenicotteri in Europa,  dimostrando per la prima volta la presenza di questo ecosistema sulla costa. In un recente studio condotto dall'Università di Huelva e pubblicato sulla rivista Quaternary Science Reviews, si è scoperto che le impronte appartenenti agli ominidi sono specificamente quelle dei Neandertal. Questi segni si trovano a livello della riva sul substrato argilloso. Il gruppo ambientalista Parque Dunar offre visite guidate gratuite che includono commenti storici e biologici sull'intero ecosistema e, infine, una raccolta volontaria di rifiuti.

#### Sito neolitico vicino al Puente de los Olivarejos
Nel 2003, durante i lavori di interro di un gasdotto che collega Cordova, Siviglia e Huelva, è stato scoperto su una spiaggia fluviale un giacimento di un ettaro, risalente a circa 5.000 anni fa. Si tratta di strutture in adobe che sembrano aver ospitato zone di combustione e resti di mammelloni, asce, martelli, lucidatori e cucchiai, principalmente ceramiche color ocra e pietre levigate fatte di roccia metamorfica, quarzo, selce, quarzite e cristallo di rocca. Sono state differenziate fino a 15 unità stratigrafiche.

#### Fischietto turdetano dell'Età del Bronzo
Alla fine di gennaio 2024, i ricercatori della Stazione Biologica di Doñana hanno rinvenuto sulla riva della laguna di Santa Olalla un fischietto in terracotta scolpito a forma di donna, risalente al periodo turdetaniano, ovvero vecchio di oltre 2.000 anni. È alto 56,2 mm, largo 20 mm e pesa 22 grammi. La figura femminile raffigurata indossa un mantello e un copricapo sopra trecce tra i capelli, il tutto di colore ocra grigiastro, e presenta una fessura nella parte inferiore del corpo, dove si ritiene potesse esserci un'appendice che consentiva di appendere l'opera. Si ritiene che la funzione principale dell'artefatto fosse quella di emettere suoni acuti che fungevano da guida durante la caccia o da accompagnamento musicale nei rituali e nelle cerimonie. Attualmente è rivendicato dal Museo di Almonte.

#### Resti metallici del periodo Tartessiano
Come accennato nella parte storica, nei pressi del torrente San Bartolomé sono stati rinvenuti resti di un insediamento di 40 ettari, resti di ceramica, scorie, utensili metallici e metalli (oro, argento, piombo e rame) risalenti al periodo Tartessio, nonché un forno largo 3 metri. Furono scoperti nel 1974 da Antonio R.Arazo, K.Clauss e Francisco G.Toscano. Gli scavi furono diretti dal professore madrileno Diego Ruiz Mata e durarono 9 anni.

#### Rovine della fabbrica del garum al Cerro del Trigo

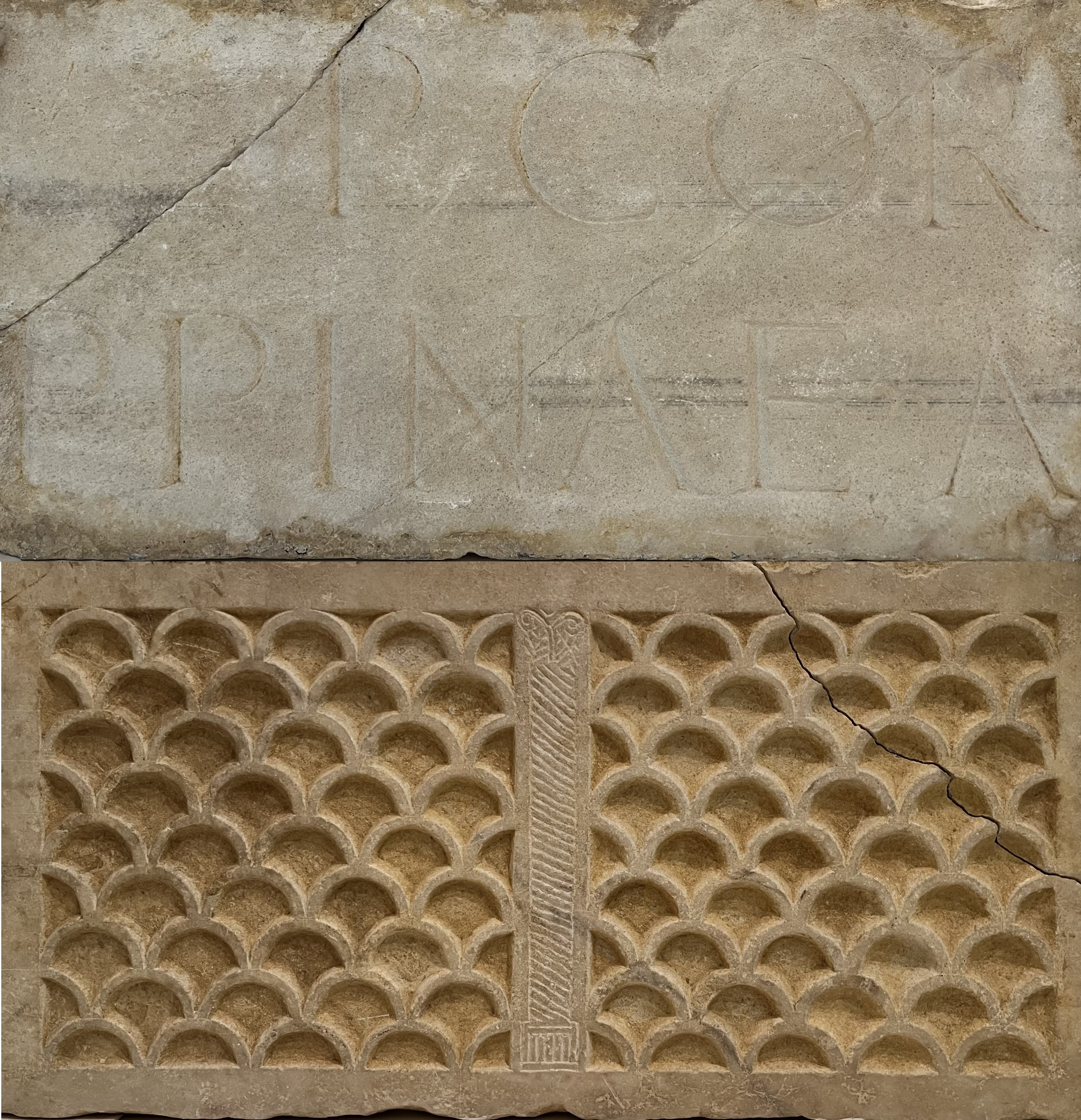
Targa con iscrizione latina (e decorazione paleocristiana

Attualmente questa zona fa parte del Parco nazionale di Doñana e queste rovine sono ancora visibili. Adolf Schulten e George Bonsor erano alla ricerca della leggendaria capitale di Tartesso quando la scoprirono, disdegnandola perché erano frustrati dal non trovare ciò che cercavano. Nel 1999, gli studenti dell'Università di Huelva hanno confermato che si trattava di una fabbrica di garum del II secolo a.C., sepolta a 6 metri sotto la duna. Sono state recuperate anche anfore e contenitori utilizzati per la preparazione del pesce, il che rende questo reperto il più importante dei sedici rinvenuti sulla costa di Huelva. Ancora oggi gli archeologi continuano a indagare la zona, rinvenendo costantemente resti come forni e una necropoli con numerosi cadaveri. Tra il centro urbano di Almonte e l'insediamento forestale di Los Cabezudos è stata rinvenuta anche una lastra di marmo lunga più di un metro con un'iscrizione latina incompleta e una decorazione paleocristiana sul retro. Risale approssimativamente al I secolo e uno studio ha rivelato che si tratta di una dedica all'imperatrice romana Agrippina da parte del politico e storico Tacito.

#### Lapide romana da Domigrazia
Negli anni '60, nel sito di La Solana, nella periferia sud-occidentale della città, furono scoperti numerosi resti risalenti al tardo periodo romano-visigoto, tra cui anfore, monete e vari utensili. Il ritrovamento più notevole è stato una lapide alta quasi un metro con un'iscrizione latina che recita: Domigratia Famula Deis Hic Requiescit In Pace Die No Nonarum Novembriun Annorum Trium Et Plus Minus Mensses Sex; Era il DXXXIII (Domigrazia, serva di Dio, riposa qui in pace alle none di novembre, all'età di circa tre anni e sei mesi, anno 533). Dopo averla studiata, le indagini conclusero che si trattava della lapide di una ragazza di nome Domigrazia, appartenente a una famiglia benestante, mentre altri resti furono scoperti in quella che sembrava essere una necropoli familiare. Si tratta di una delle lapidi più antiche conservate nella provincia. Poiché la ragazza risultò essere una delle prime abitanti di Almonte ad essere battezzata nel cristianesimo (l'imperatore di allora, Teodosio, non cristianizzò la popolazione ispanica fino alla fine del IV secolo), il parroco di allora, un romanofilo, fece in modo che il manufatto fosse conservato nella cappella battesimale della chiesa di Almonte.

#### Olivastri centenari di El Rocío

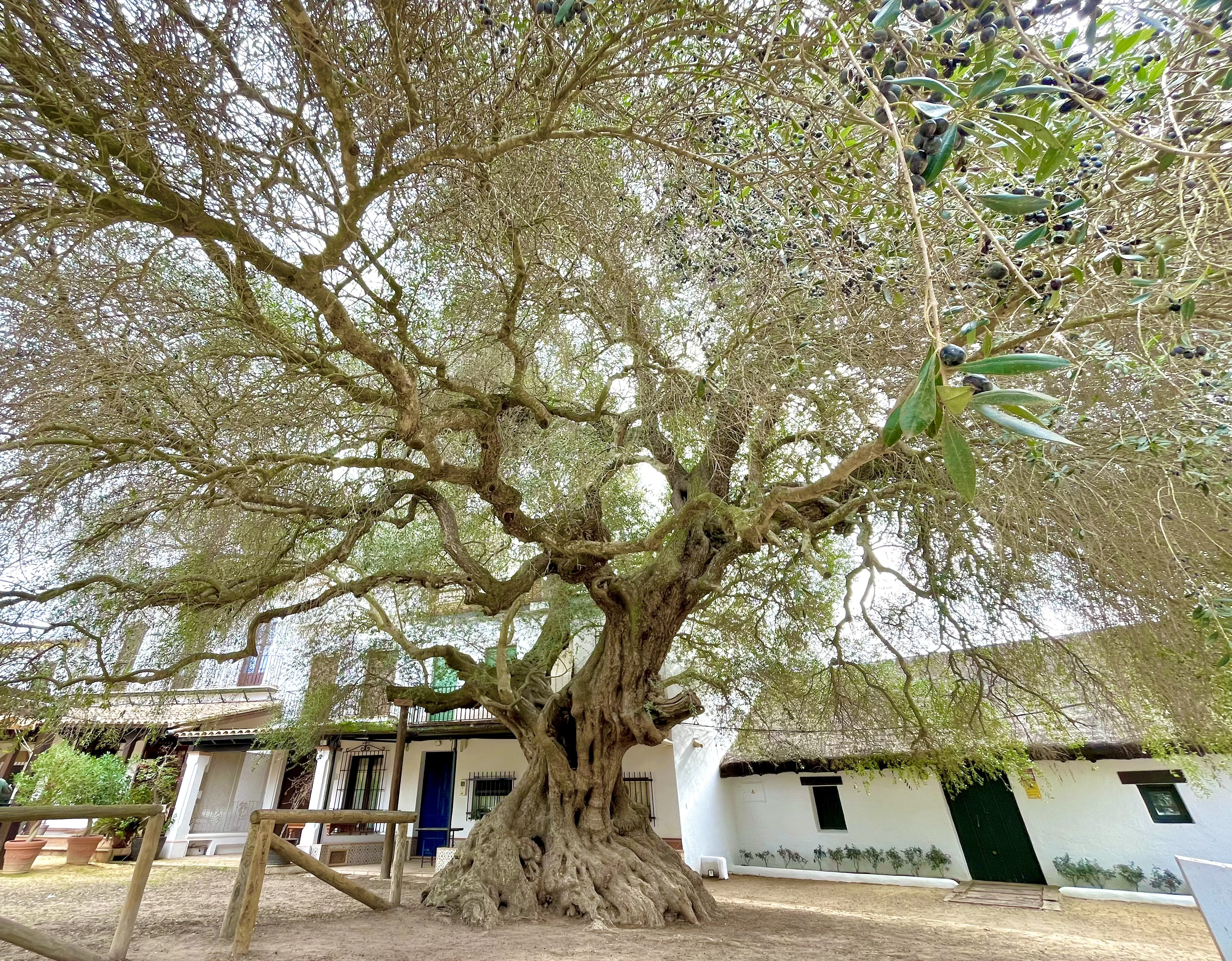
Olivastro centenario (Almonte)

Nella parte meridionale del villaggio di El Rocío, una volta superato le santuario sulla destra e costeggiando la palude (nella cosiddetta Piazza del Acebuchal), si trova uno degli olivastri più antichi di cui si abbia notizia. La sua conservazione fin dall'antichità è dovuta alle sue note proprietà medicinali e terapeutiche e ai suoi usi culinari. "El Abuelo" (il nonno), uno di questi 15 esemplari, è l'essere vivente più antico della zona di Doñana: ha più di 800 anni, un diametro del tronco di oltre un metro e mezzo e una circonferenza di 8 metri. Sono circondati da strutture in legno che forniscono uno spazio sicuro da cui osservarli. Il 23 novembre 2001 sono stati dichiarati Monumento Naturale dell'Andalusia, insieme alle scogliere di Asperillo, sempre ad Almonte.

#### Palazzo di Doñana
Nell'angolo sud-orientale del comune, all'interno del parco nazionale, si trova il Palazzo di Doñana, un sito storico medievale protetto e un'infrastruttura scientifica e tecnica, dove il CSIC conduce studi e ricerche sul campo. Ha più di 700 anni. Costruita nel XIV secolo come torre militare per controllare il trasporto delle merci dall'interno della provincia al mare, fu ristrutturata nel XVI secolo basandosi sull'architettura tradizionale andalusa delle fattorie e fu utilizzata come riserva di caccia reale dalla monarchia e dall'aristocrazia. All'epoca, i proprietari del terreno consentirono agli scienziati di vari paesi di utilizzare il palazzo come punto di partenza per spedizioni scientifiche nel parco, incentrate principalmente su archeologia, idrologia, geologia, botanica e ornitologia. Nel 1964 divenne la sede della Stazione Biologica di Doñana. Felipe González utilizzò il palazzo come casa per le vacanze, il che permise l'installazione di linee elettriche e telefoniche all'avanguardia e permise ai leader mondiali di esplorare il palazzo e, di conseguenza, il parco e la città di Almonte. Da quel momento in poi, la residenza ufficiale fu il Palazzo de las Marismillas. Nel 2015, il Ministero dell'Economia e il FESR hanno investito più di 7 milioni di euro nella modernizzazione del palazzo, consentendone l'inclusione nella rete europea LifeWatch, insieme ad altri nove siti in tutta Europa. Attualmente è uno dei complessi con maggiore capacità tecnologica del continente. È raggiungibile tramite una strada di circa 11,5 chilometri che inizia al km 40 della strada A-483, appena 1 km a nord della città costiera di Matalascañas.

#### Torri di guardia lungo la costa

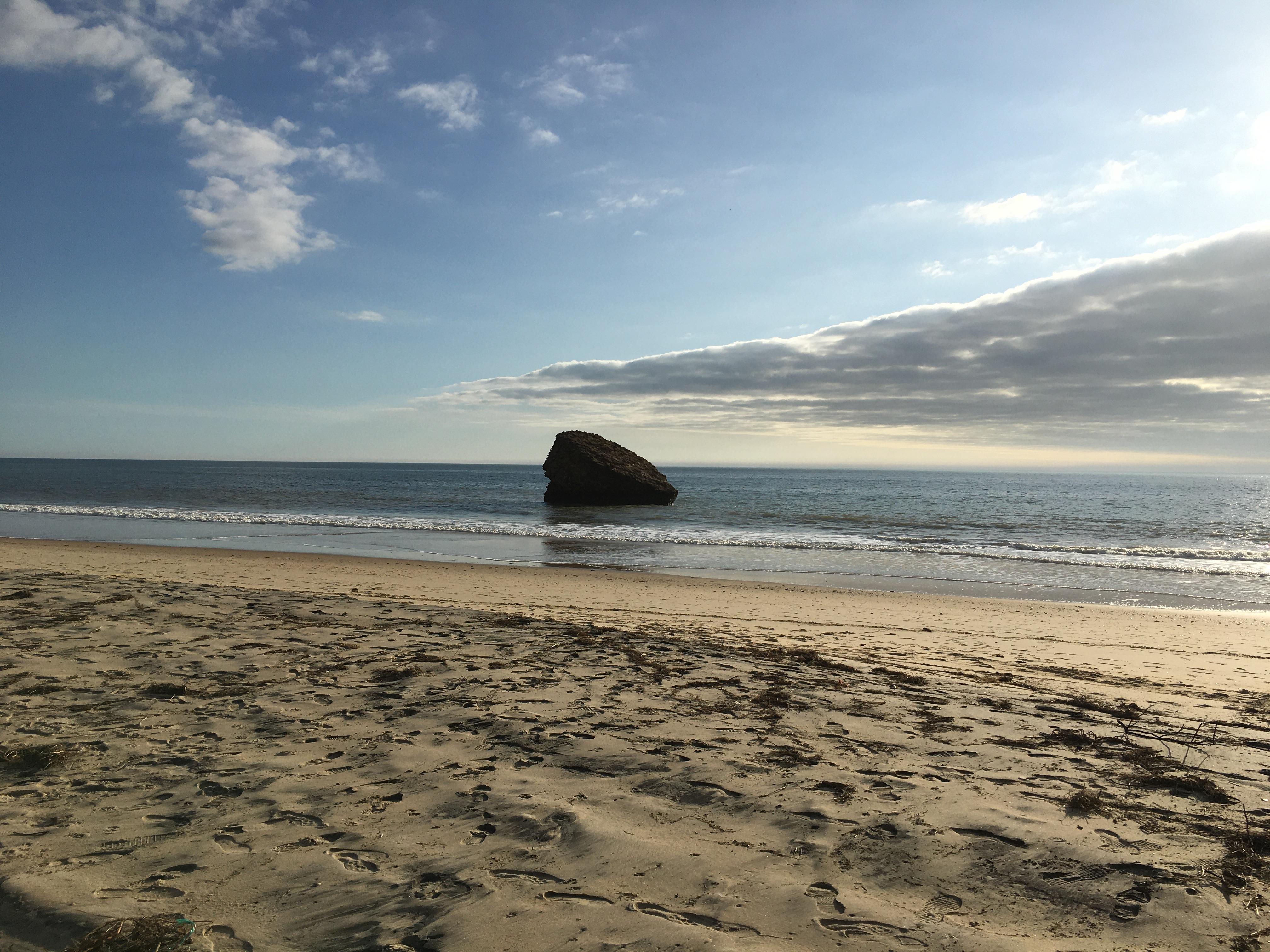
Torre de la Higuera, in rovina

Si tratta di torri difensive fatte costruire da Filippo II nel XVI secolo lungo tutta la costa per sorvegliarla e prevenire possibili invasioni marittime. In particolare, fu l'ingegnere Bravo de Lagunas a ricevere l'incarico dal re per la sua costruzione nel 1577. Da ovest a est, è possibile classificare le rovine e quelle intatte.
- Torre del Río de Oro: questa torre alta 19 metri fu finanziata congiuntamente dal Duca di Medina Sidonia e dal consiglio comunale di Almonte per 187.000 meravedis.[35][109] La sua costruzione fu completata nel 1598 e attualmente giace in rovina sulla spiaggia, a circa 17 km da Matalascañas, alla foce di un ruscello. È comunemente nota come la "Torre del Loro". Queste rovine delimitano il territorio comunale di Almonte. Queste rovine danno il nome alla spiaggia in cui si trovano, Playa del Río de Oro, alla quale si accede tramite una strada situata un chilometro nell'entroterra. L'area dunale sopra la spiaggia ospita la rampa di lancio per veicoli spaziali gestita dall'INTA e dalla NASA.[110][111] Fin dal XV secolo nella zona esisteva un villaggio di pescatori con licenza rilasciata dal consiglio comunale e da un ufficiale giudiziario municipale che controllava l'installazione di capanne e le licenze di pesca e commercio. Nel 1613, Almonte installò in questa enclave fino a due mulini per la farina. La torre subì danni fino al crollo completo tra il 1830 e il 1860.[35][109]
- Torre del Asperillo: cinque chilometri e mezzo a est, ai piedi della falesia dunale più alta d'Europa, si trovano le rovine della Torre del Asperillo.[5] Sono le più difficili da ammirare, perché sono semisepolte e vengono scoperte solo con la bassa marea. Fu completata nel 1622, ma la sua costruzione fu ripetutamente ostacolata e interrotta da attacchi di pirati e persino dal rapimento dei costruttori da parte di gruppi di pirati barbareschi.
- Torre de la Higuera: questa è la torre in rovina più emblematica di Almonte, che compare su numerose cartoline come simbolo per eccellenza della vicina spiaggia. La sua ubicazione, proprio all'estremità del sistema di dune fossili, ha fatto sì che fungesse da punto di partenza per la città costiera di Matalascañas, poiché da quel punto in poi le dune sono mobili e molto più basse. Questa torre, che sorgeva sulla cima della scogliera, crollò a causa del terremoto di Lisbona del 1755 e si rovesciò sulla riva. Le varie tempeste lo seppellirono fino a quando ne rimase visibile solo la base, comunemente nota come "la roca" o "el tapón" per la sua forma.

Proseguendo verso est, ormai nel territorio protetto del parco nazionale, a 7 km dal centro abitato si trova Torre Carbonero, la torre meglio conservata fino ad oggi. Circa 7 km più a est si trova la Torre Zalabar in rovina e a poco più di due chilometri dalla foce del fiume Guadalquivir si trova la Torre San Jacinto, anch'essa in ottime condizioni. Tutti sono inseriti nell'elenco dei Beni di Interesse Culturale dal 1985.

#### Chiesa dell'Assunzione
La chiesa di Almonte è unica nella provincia perché contiene, all'interno della cappella originale in stile gotico-mudéjar del XV secolo, la più antica lapide conservata nella provincia, appartenente a una ragazza di nome Domigrazia, morta nel 533. Insieme al Santuario del Rocío, ospita la Vergine di El Rocío per 9 mesi ogni 7 anni. Inoltre, è uno dei templi che ha accolto le personalità più illustri, tra cui scrittori come Juan Ramón Jiménez e i re di Spagna, che lo hanno visitato in due occasioni. Si trova alla fine di Piazza Virgen del Rocío, che, sebbene nel Medioevo fosse geograficamente situata al centro della città, attualmente è stata spostata a nord, poiché la città si è espansa più rapidamente verso sud.
Si tratta di un edificio barocco a pianta basilicale, con una navata centrale e due laterali. Ha tre porte di accesso e due campanili. La maggior parte dell'edificio attuale risale al XVI secolo e gran parte della facciata fu restaurata nel 1780 dopo il terremoto di Lisbona del 1755, ad opera di Antonio de Figueroa y Ruiz, sebbene sia stata conservata la cappella mudéjar dell'edificio originale del XV secolo, che contiene un fonte battesimale del XVI secolo e la suddetta lapide romana del VI secolo. Infatti, la chiesa di Almonte è menzionata nel 1411 nel Libro Bianco della Cattedrale di Siviglia. Nel 1949 è stato inoltre oggetto di un importante restauro per ripristinare i danni causati dalla guerra civile e nel 2012 sono stati investiti più di 250.000 euro per restaurare parte del soffitto e degli affreschi. Questa serie di modifiche e ristrutturazioni ha fatto sì che l'edificio diventasse un crogiolo di diverse tendenze architettoniche dell'epoca.
La Cappella del Tabernacolo si distingue inoltre all'interno della diocesi di Huelva per la sua ricca architettura, che comprende le straordinarie piastrelle del basamento, i santi patroni della famiglia Cepeda (che cofinanziò parte della costruzione) rappresentati nei quattro pennacchi della cupola, una grande grata in ferro battuto e la facciata riccamente decorata. Rafael Blas Rodríguez dipinse molti degli affreschi barocchi nel dopoguerra, decorando il transetto, la cupola e il coro principale.
Nella Cappella delle Anime si trova una scultura della Vergine della Solitudine risalente al XVII secolo. Sopra la porta principale, sulla parete interna, si trova una replica dell'Immacolata Soult de Murillo.
È stato dimostrato che un tunnel sotterraneo, ora in rovina, collega questo edificio al municipio, ma gli scavi per riportarlo alla luce non sono mai iniziati.

#### Eremo di Cristo
Situato nella parte settentrionale del centro cittadino e adiacente all'omonima piazza, è uno dei due edifici rimasti del XV secolo, oltre alla chiesa. Anticamente dedicata a San Sebastiano, oggi è dedicata a Cristo della Vera Croce. È costituita da due navate parallele, separate da un arco a sesto acuto su pilastri rettangolari con lesene addossate. L'eremo ospita un gran numero di immagini che prendono parte alle processioni locali.

#### Municipio
L'attuale municipio è un edificio acquisito nel 1568, la cui costruzione iniziò nel 1600. La sua struttura originaria era costituita da un unico piano, inaugurato nel 1612. Sei anni dopo, fu aggiunto un secondo piano, con due ingressi dal primo piano e un'ampia terrazza che si affaccia sulla piazza. Nel XVII secolo il primo piano era adibito a corte di amministrazione e giustizia, mentre il secondo piano era dedicato al governo e all'amministrazione. Il soffitto del secondo piano è coperto da una volta con l'architrave del tavolato adattato ai suoi archi, fregio a triglifi e parapetto in ferro battuto. Nel 1795, su proposta del sindaco Agustín De Rivas, furono investiti 20.000 reales per iniziare la costruzione del cortile interno con archi a tutto sesto su colonne di marmo e una fontana centrale, e del terzo piano, noto come "Mirador de las Monjas" (belvedere delle monache). L'ultimo piano ha un tetto a padiglione in ferro battuto e cinque finestre allungate coperte da graticci. Il cortile interno è porticato e decorato con piastrelle che raffigurano diversi usi e costumi locali, mentre la scala che conduce al piano superiore è decorata con gli scudi araldici dei primi cristiani che vissero nella città (Abreu, Acevedo, Almonte, Barrera, Bejarano, Cabrera, Domonte, Gauna, Hidalgo, Tello de Eslava, Pichardo, Pinto e Prieto). Nel 1849 venne realizzata l'attuale recinzione esterna, con elementi in ferro battuto progettati da José Ojeda. Gonzalo De Rivas e Miguel de Ojeda furono i maestri falegnami responsabili e Basilio García e Juan Benegas i costruttori. Nel 1918 i pilastri del piano terra furono sostituiti con colonne in ghisa, ancora oggi visibili nella sala del protocollo, insieme al legno di noce e al suo stile rinascimentale. Questa sala ospita una collezione di busti e ritratti di vari personaggi illustri di Almonte. Degna di nota è anche la sala riunioni, ricavata da pino rosso svedese e contenente lo staff dell'ex sindaco, utilizzata dal re di Spagna durante la sua visita nel 1992. Nel 1927, il terzo piano fu ristrutturato internamente e fu aggiunto un mezzanino. Nel 1967 l'architetto José María Morales diresse una nuova ristrutturazione interna; l'aspetto attuale si deve all'ultima importante ristrutturazione del 1995, durante la quale venne costruito l'attuale ufficio del sindaco. In questa sala si trovano due vasi da fiori a colonna e coppa, progettati dal celebre scultore Pedro Navia y Campos, e l'altare sul quale, nel 1755, fu intronizzata la Vergine del Rocío, a causa dell'impossibilità di trasportarla nella chiesa dell'Assunzione a seguito delle devastazioni del terremoto di Lisbona. A partire dagli anni '60, con l'avvento del turismo, la creazione del parco nazionale di Doñana e la crescita demografica del villaggio di El Rocío e la città costiera de Matalascañas, lo spazio a disposizione del municipio si ridusse e furono aperti vari uffici comunali ad Almonte e in altri centri urbani. Esempi di uffici con sede al di fuori del consiglio comunale sono la segreteria, l'ufficio di revisione contabile, il tesoro, l'urbanistica, le entrate, il personale, l'informatica, il patrimonio, gli archivi, i servizi sociali, il turismo, la cultura, la scienza e molti altri dipartimenti.

#### Torchi oleari e case vinicole
Fino alla metà del XX secolo, nel centro urbano di Almonte si trovavano 58 case vinicole e 10 torchi oleari. Molti di essi sono stati restaurati e hanno funzioni amministrative; altri sono abbandonati o addirittura in rovina, caratterizzati dalla tipica torre di contrappeso. Dopo le confische, le case vinicole proliferarono, sfruttando gli edifici ecclesiastici. Il comune ha prodotto 5 milioni di litri di vino e 2.000 tonnellate di olive. Negli anni '60, Almonte si distinse a livello regionale per i suoi vini solera. Tra le taverne e i frantoi che il comune ha acquisito e restaurato nel corso degli anni Novanta figurano l'Hacienda di Santa María (XVIII secolo), la case del Conde de Cañete (oggi biblioteca Ana María Matute), la case dei fratelli Escolar (oggi Museo del Vino), il Torchio di Cepeda (oggi Museo de la Villa) e la case de Serafín (XIX secolo, oggi ufficio turistico).

#### Ritmi di flauto e tamburo
Si tratta di un bene immateriale dal valore culturale per il comune, un suono che caratterizza l'ambiente di Almonte e che si fonde con il resto dei suoni naturali di Doñana durante le feste locali. La gaita almonteña (flauti) sono realizzate con legno di qualità per ottenere la tonalità appropriata. Il tamboril (tamburo) è uno strumento membranofono a doppia pelle, leggermente più grande rispetto agli altri tamburi tradizionali. Solitamente è dipinto con la bandiera dell'Andalusia, ma è possibile trovarlo anche nel colore naturale del legno. Gli articoli fatti a mano possono essere costosi.

#### Palazzo delle Marismillas
Nell'angolo sud-orientale del comune, a solo un chilometro e mezzo dal fiume Guadalquivir, si trova il Palazzo di Marismillas, l'unica residenza ufficiale dell'Andalusia. Situato su una tenuta di 10.000 ettari, vanta un'architettura in stile coloniale inglese e dispone di un totale di 28 camere, tutte con bagno privato. Fu inaugurato nel 1912 come residenza di caccia del II Duca di Tarifa e nel 1998 entrò a far parte del Patrimonio dello Stato. Utilizzata per la prima volta come residenza ufficiale nel 1996, resta un'enclave unica, visitata da leader internazionali come Angela Merkel, Mikhail Gorbachev e François Mitterrand. In precedenza, l'edificio scelto per questo scopo era il Palazzo di Doñana.

#### Bunker a Punta del Malandar
Sulla spiaggia, alla foce del fiume Guadalquivir, ci sono diversi bunker della Seconda guerra mondiale. Esiste un programma chiamato "Descubre tus Fortalezas” (scopri i tuoi fortificazioni), al quale partecipano storici, paleontologi e architetti, che organizzano visite guidate gratuite a questi resti, che fanno parte del patrimonio storico. Fu Francisco Franco a ordinarne la costruzione nel 1943, quando le truppe alleate erano già in Nord Africa.

#### Palazzo El Acebrón

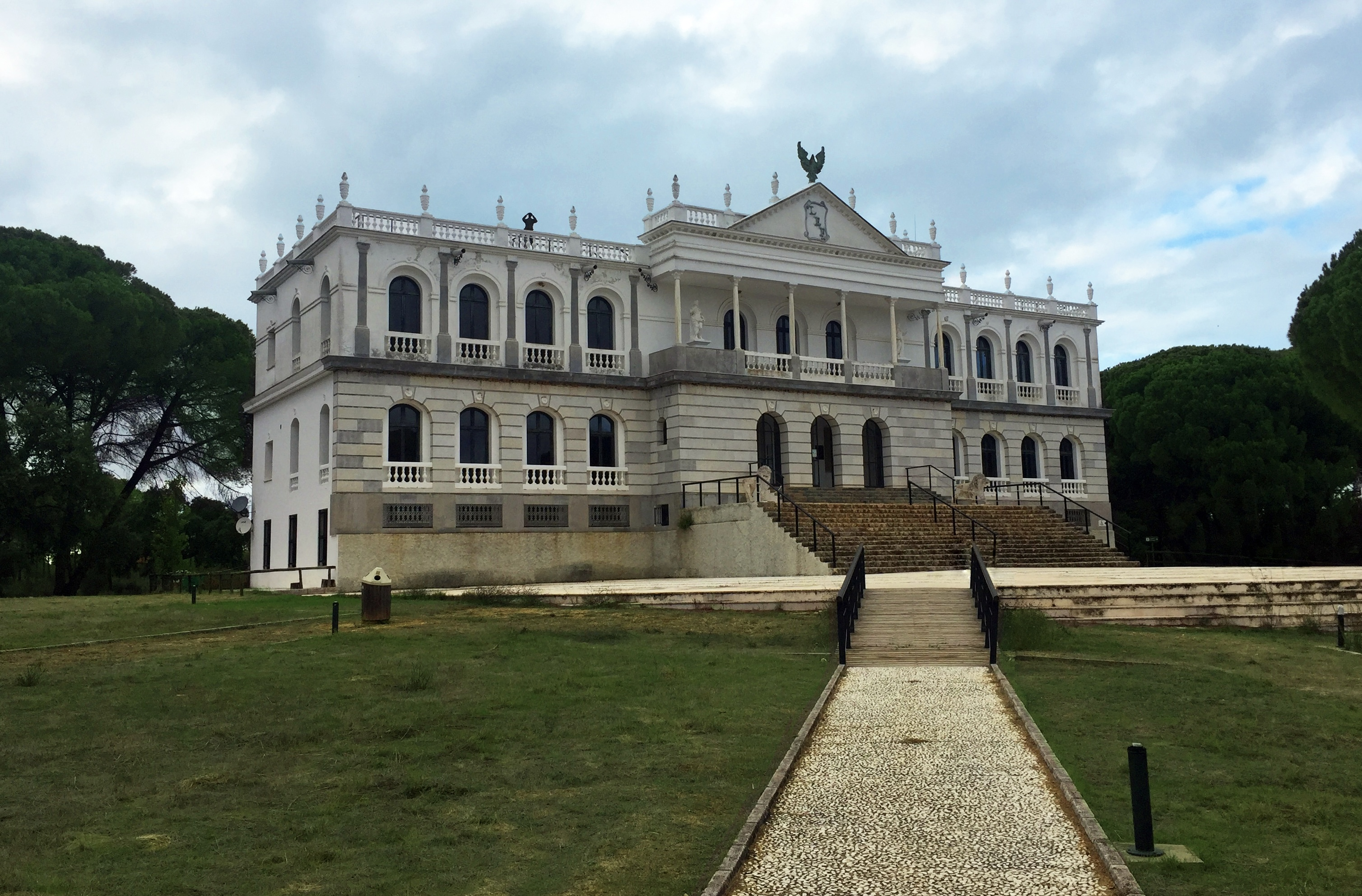
Palazzo neoclassico di El Acebrón (Almonte)

Accanto allo stagno dell’Acebrón, nell ruscello de La Rocina, a 5 km a est del villaggio di El Rocío, si trova un palazzo neoclassico circondato da pinete, nell’ambiente naturale di Doñana. L'enclave fu completata nel 1961 e fu la residenza privata dell'aristocratico di Almonte Luis Espinosa Fontdevila, le cui iniziali spiccano in rilievo sulla facciata anteriore del palazzo. Figlio di Julián Espinosa Escolar, che possedeva una casa vinicola e una distilleria nella parte settentrionale della città (oggi il Museo del Vino), Luis era anche lui dedito alla caccia e i suoi fratelli avevano ereditato tenute nell'entroterra di Doñana, per cui decise di costruire un proprio palazzo, che sarebbe servito come residenza e riserva di caccia. Sebbene avesse organizzato ogni genere di eventi e feste di massa per cofinanziare la costruzione del palazzo e dei lussuosi giardini, alla fine fallì e dovette vendere gran parte del terreno al governo, che iniziò a piantare alberi di eucalipto per ricavarne legname. Essendo in bancarotta e con il palazzo incompiuto, dovette terminarlo con materiali di qualità molto inferiore. Tuttavia, conserva ancora oggi gran parte del suo lusso originale, tra cui la scala che conduce al palazzo, realizzata con pietre provenienti da una strada romana. La scala che conduce al secondo piano è in marmo rosso e vi è un camino in pietra sormontato da un'aquila bicipite. Gran parte del soffitto è ricoperto da imponenti affreschi ancora visibili. Oggi è possibile visitarlo come centro di accoglienza turistica di Almonte e comprende un museo dedicato alle usanze ancestrali del comune, con modelli e informazioni sulla caccia, la pesca, l'agricoltura e gli usi tradizionali delle risorse naturali. Dal tetto, anch'esso accessibile, si gode di una vista sulla foresta. Il palazzo è circondato da sentieri in legno che consentono un percorso circolare attraverso la foresta, compreso il stagno dell’Acebrón. Almonte ha altri due centri visitatori, La Rocina e El Acebuche.

### Feste tipiche locali
Almonte vanta numerose feste locali, la maggior parte delle quali legate all'Area Naturale di Doñana e alle tradizioni che si perpetuano in tutto il territorio, dalla spiaggia a sud fino alla città a nord. Alcune di esse si basano su usi e costumi risalenti al periodo tartesiano.

#### Pellegrinaggio di El Rocío

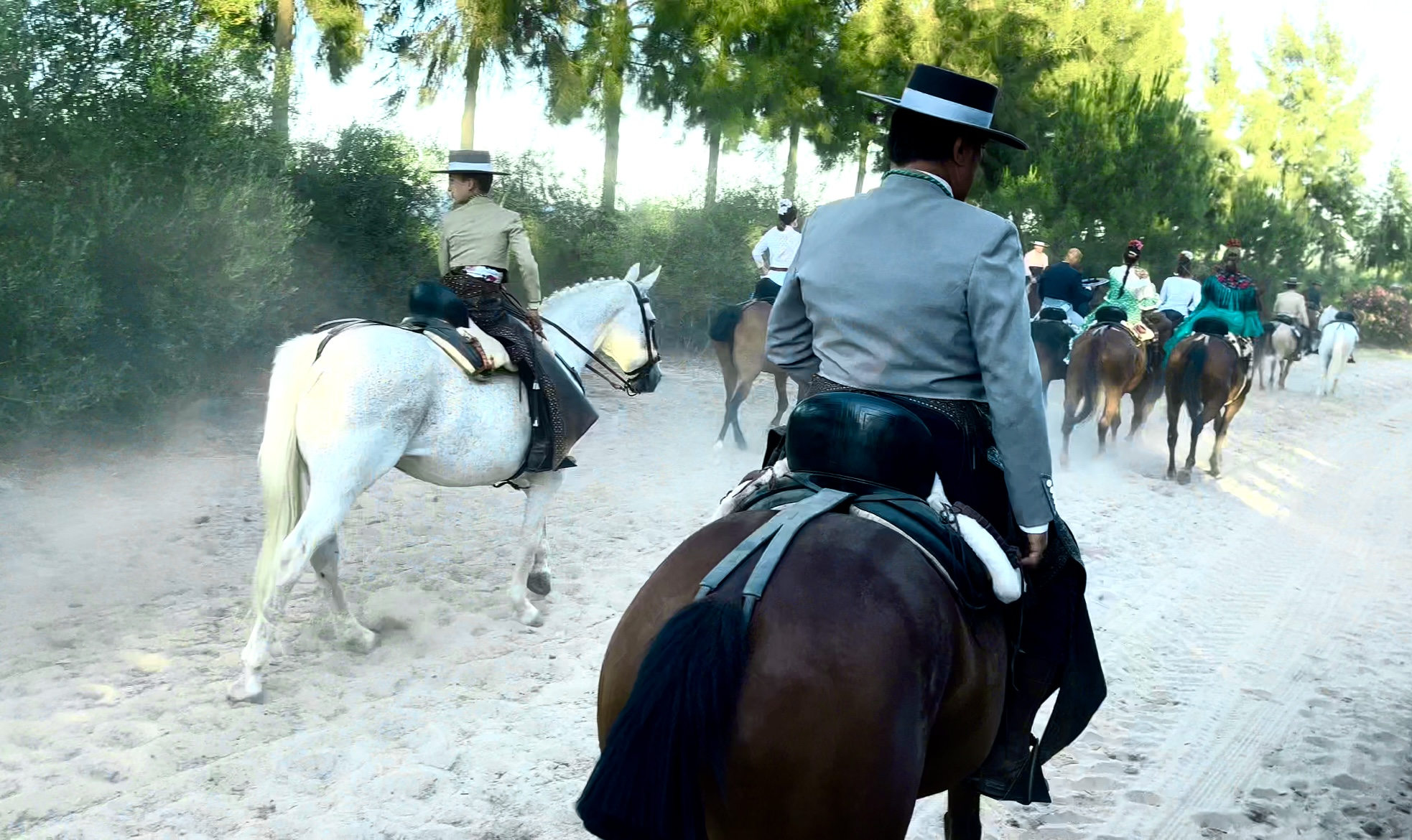
Pellegrinaggio di El Rocío

È una festa popolare di Almonte, considerata Festa di Interesse Turistico Internazionale dal Ministero del Turismo nel 1980, che riunisce circa un milione di persone, tra cui pellegrini di oltre centoventi confraternite sussidiarie nazionali e internazionali, che percorrono diversi sentieri da vari punti del paese, molti dei quali a piedi o a cavallo, per raggiungere il villaggio di El Rocío, dove si trova l'eremo, con la scultura della Vergine (opera gotica anonima del XII secolo), classificata come Bene di Interesse Culturale insieme al pellegrinaggio. Questo boom di visitatori a livello nazionale si intensificò durante gli anni '60, culminando con la visita di Papa Giovanni Paolo II nel 1993. Dal 1983, in previsione di un evento di tale portata, è stato implementato il Piano Romero, con la partecipazione del Consiglio comunale di Almonte, della Giunta dell'Andalusia e della Hermandad Matriz, contemporaneamente a Huelva, Cadice e Siviglia, mobilitando oltre 6.000 professionisti dei settori della sicurezza e della salute e utilizzando tecnologie come AML e GPS, rendendo questo dispositivo uno dei più costosi in Europa. Esempi di alcune di queste confraternite sono Madrid (1961), Barcellona (1969), Toledo (1986), Valencia (1991), Gijón (1998), Santa Fe (Argentina) (1993), Clare (Australia) (1996), Bruxelles (2000). A parte il fervore religioso, vale la pena sottolineare il grande interesse culturale e ricreativo che suscita questo pellegrinaggio, unico nel suo tratto finale, che attraversa il Parco nazionale di Doñana. Il pellegrinaggio dura una settimana per gli abitanti di Almonte, con due giorni di maggiore splendore: il mercoledì, giorno in cui la Hermandad Matriz e parte della popolazione locale e nazionale compiono il viaggio da Almonte a El Rocío e il lunedì all'alba, notte in cui si svolge il popolare "Salto de la Reja" e la patrona di Almonte compie un giro per le strade sabbiose del villaggio del Rocío, fino a mezzogiorno, dove tutte le confraternite sussidiarie della Hermandad Matriz l'attendono.

#### La venuta della Vergine
Dal 1589, la Vergine di El Rocío viene portata ad Almonte e fatta tornare ogni sette anni, rimanendo ad Almonte per nove mesi, finché gli abitanti di Almonte non la riportano nuovamente a El Rocío. Durante la sua permanenza ad Almonte, la Vergine guiderà una processione per le vie della città, che per l'occasione saranno addobbate con archi, luci e fiori bianchi. Queste decorazioni (che circondano le vie centrali attraversate dalla Vergine) vengono realizzate e posizionate da alcuni residenti locali circa un anno prima dell'arrivo della Vergine. Questa preparazione del paese per accogliere il santo patrono è una tradizione che, grazie al fatto di essere stata tramandata di generazione in generazione, continua a essere praticata in modo altruistico e per semplice devozione o svago. Ad oggi sono circa 50 i trasferimenti documentati.

#### Saca de las Yeguas

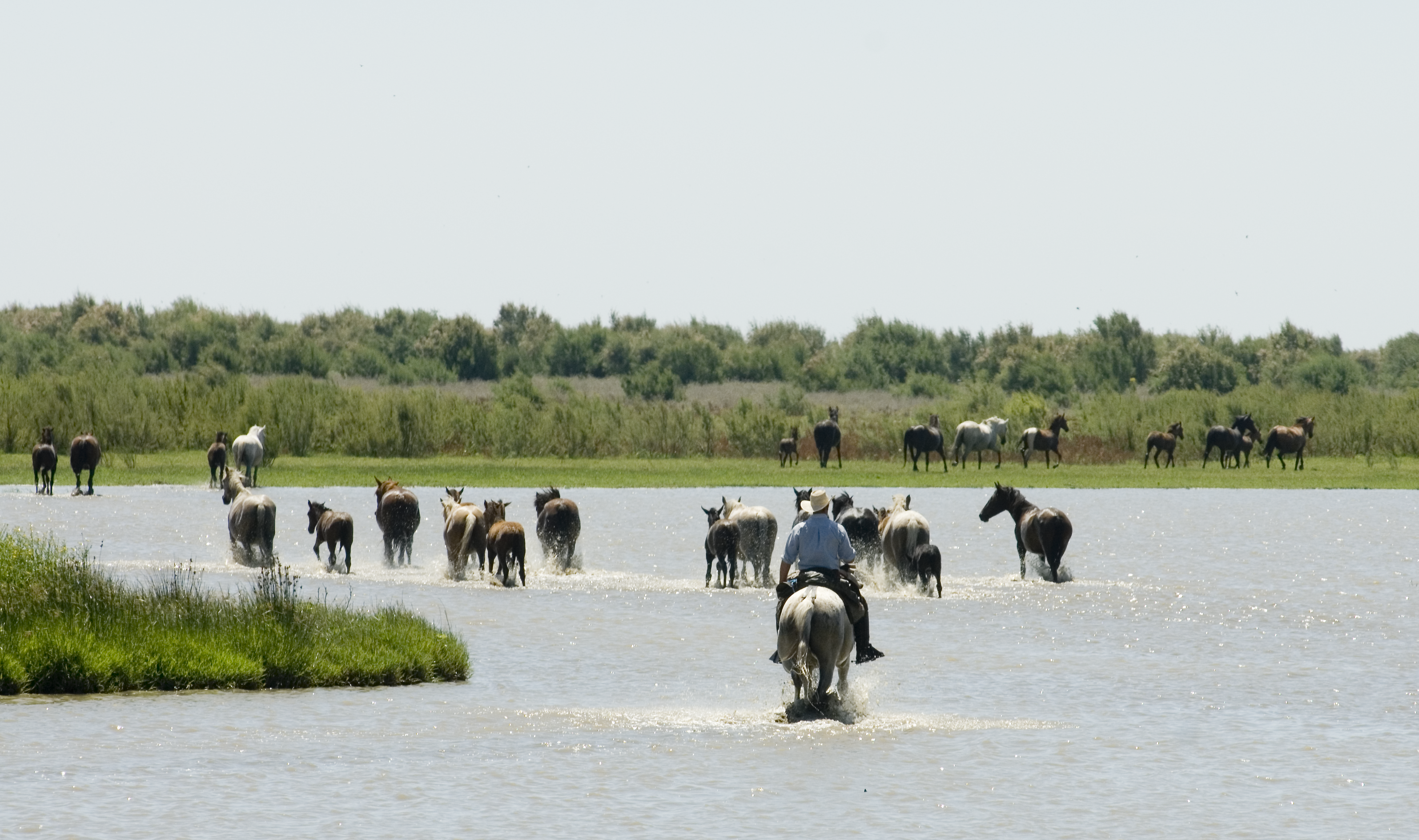
Cattura di equini semi-selvatici ad Almonte

Questa è, insieme al pellegrinaggio del Rocío, una delle tradizioni più importanti del comune, nonché uno degli eventi più antichi e popolari che si svolgono a livello nazionale. Si celebra da più di 500 anni, secoli prima della creazione di Doñana. Originariamente concepita come fiera dell'allevamento, si svolge ogni anno a fine giugno nel comune, solitamente il giorno 26, e precede la Fiera di Almonte, anch'essa di origine zootecnica. Questa celebrazione si divide in 5 fasi principali: 1. Cattura e organizzazione degli equini all'interno del parco nazionale: le cavalle vanno alla ricerca di equini semi-selvatici in diverse zone del Parco nazionale di Doñana nelle prime ore del giorno 26. In condizioni normali è possibile raccogliere più di mille esemplari, tra cavalli, fattrici e puledri. 2. Sfilata delle truppe per il villaggio di El Rocío: nella tarda mattinata, le truppe sfilano per il villaggio di El Rocío, dove saranno esposte al pubblico e simbolicamente offerte alla Vergine dal sacerdote dell'eremo. 3. Sisteo: una volta esposti nel villaggio, i cavalli iniziano il loro cammino di 15 km verso Almonte. Una volta raggiunta la pineta a sud del capoluogo di Almonte, si fermano per riposare e si organizzano in gruppi vicino al ruscello di Santa María. 4. Sfilata per Almonte: poche ore dopo, il bestiame sfilerà per le vie di Almonte (verso le 19:00), dove sfilerà anche per le vie e sarà condotto al recinto del bestiame "Huerta de la Cañada", a nord-est della città. 5. Soggiorno nel recinto del bestiame: una volta giunti al recinto, ha luogo la cosiddetta "tusa" (tosatura), durante la quale i cavalli vengono puliti, le loro criniere vengono tagliate e strigliati per la vendita al pubblico. Dopo cinque giorni iniziano il viaggio di ritorno al parco.

#### Fiera di Almonte
Nel 1872 venne registrata ufficialmente la Fiera di San Pedro, celebrata tra agosto e settembre fino al 1896, quando venne anticipata a luglio per farla coincidere con il giorno del santo patrono. Dal 1901, la fiera di Almonte si tiene nel recinto comunale di El Chaparral, che si estende su 31.120 m² e presenta un triplice arco d'ingresso, costruito negli anni '70, con alberi, prati e zone pavimentate (è stato il primo recinto della provincia ad essere utilizzato esclusivamente per una fiera). La fiera inizia tradizionalmente la settimana successiva alla Saca de las Yeguas, rendendo evidente la sua origine dell'allevamento e trovando il suo giorno di massimo splendore nel giorno di apertura, normalmente con un personaggio famoso, come Rocío Jurado.  L'ultimo giorno della fiera, che cade sempre di lunedì, è una festa locale e nel recinto del bestiame si tiene una corrida. Questo evento solitamente attrae persone dai paesi vicini come Bollullos del Condado, La Palma del Condado, Rociana del Condado e Hinojos, soprattutto nei fine settimana. Le corride si svolgono fin dal XIX secolo.

#### Transition Festival

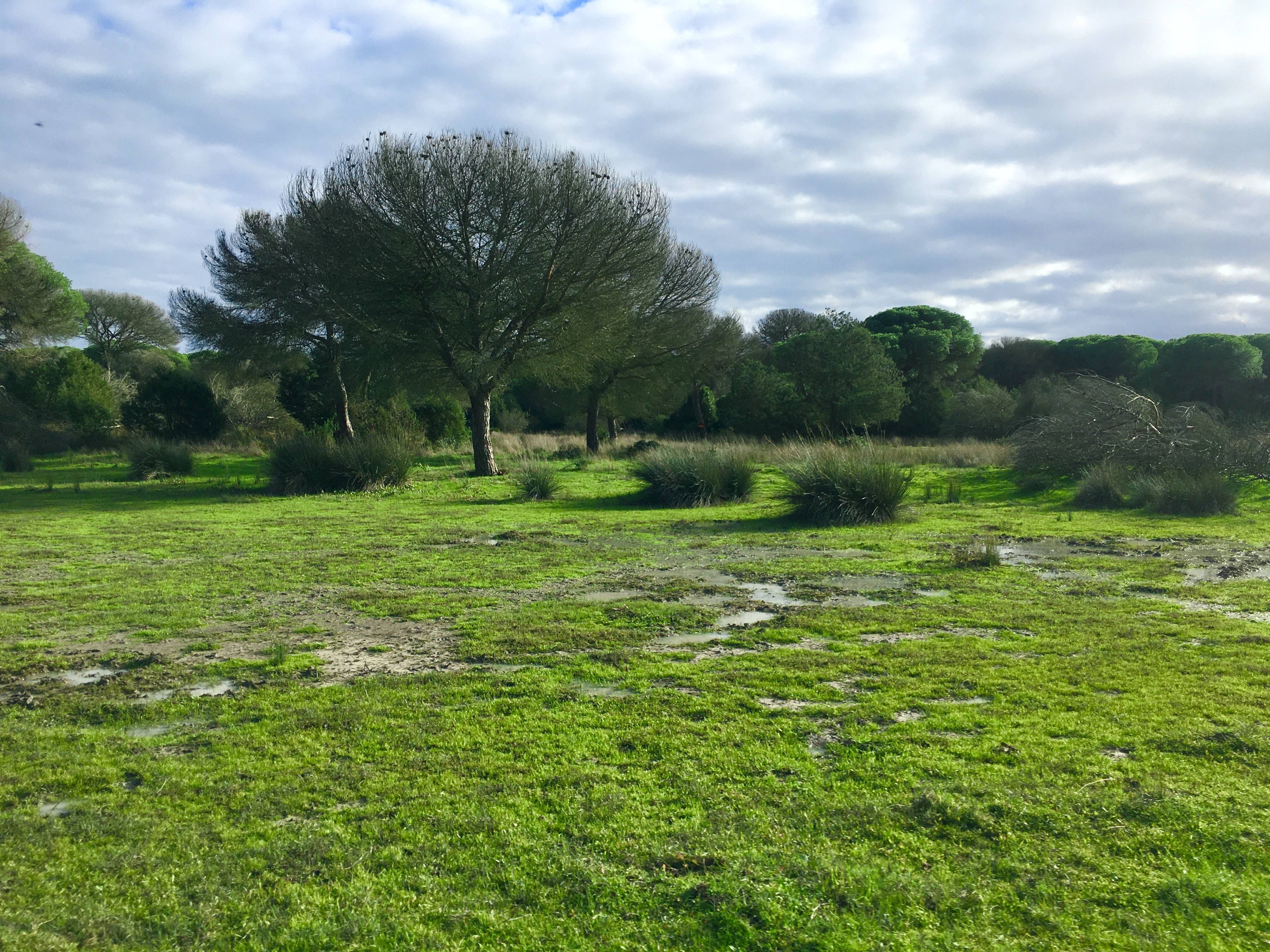
Zona della pineta (Almonte)

Dal 2011 si celebra una festa unica all'interno della foresta di Doñana, in una zona di pineta a 4 km dalla città di Almonte. Si tratta di un festival internazionale di musica alternativa che riunisce migliaia di persone provenienti da diversi paesi in un ambiente unico, ricco di natura, luci, colori, balli e relax. Il festival comprende un palco principale, un palco alternativo, un mercato, un'area workshop e un'area campeggio. Solitamente si svolge a maggio e, in questo periodo, è frequente vedere gruppi di famiglie hippy, goth e altre minoranze, nonché stranieri, che visitano Almonte e parcheggiano le loro roulotte e furgoni.

#### Natale
Ciò che distingue le giorno dei Magi ad Almonte da quella di altri comuni è la partecipazione dei cammelli, grazie all'associazione ambientalista di Doñana "Aires Africanos", situata nel Parque Dunar di Matalascañas. Il ministro progressista Pascual Madoz aveva già registrato questi animali, introdotti ad Almonte nel 1830, anche se furono rimossi nel XX secolo. I Re Magi compaiono a dorso di cammello lungo le spiagge e sfilano in alcune zone della città costiera di Matalascañas. Solitamente altri tre camelidi sfilano per le strade di Almonte, precedendo la successiva processione a tema. La parte più tradizionale è rappresentata dai cosiddetti zambombás, raduni in vari luoghi dove vengono suonati strumenti tradizionali accompagnati da canti tradizionali o carola natalizia. Tendono a verificarsi più frequentemente a El Rocío.
Un altro evento importante che caratterizza il comune e attrae visitatori dai paesi limitrofi durante il periodo natalizio è il parco divertimenti allestito presso il recinto fieristico El Chaparral, nella parte orientale della città. L'attrazione principale di questo evento è una pista di pattinaggio su ghiaccio di 420 m² coperta da una tenda, accompagnata da un'attraente esposizione di luci natalizie, varie giostre e stand gastronomici.

#### El Rocío Chico
El Rocío Chico è una festa che si celebra il 19 agosto e commemora la presunta intercessione della Vergine nel contesto della Guerra d'indipendenza spagnola. Nel 1810, la Vergine fu trasferita ad Almonte in previsione dell'imminente arrivo di circa 1.000 soldati napoleonici nel comune, come rappresaglia per l'esecuzione di un capitano e di cinque soldati francesi ad Almonte. Questa invasione non ebbe mai luogo e i francesi si ritirarono a pochi chilometri. Nel 1813 venne approvata ufficialmente la voto per cui ogni 19 agosto si celebra una messa a El Rocío.

#### Settimana Santa
La Settimana Santa di Almonte ha conosciuto una grande crescita a partire dagli anni Novanta, e attualmente conta cinque sfilate processionali. Nella Domenica delle Palme esce dall'eremo di Cristo Signore dell'Asino. Mercoledì, dalla propria cappella, sarà il turno della Confraternita dei Prigionieri. Le altre Confraternite partono dalla chiesa: il Giovedì Santo il Gesù della Grande Potenza e la Vergine della Quinta Angoscia, il Venerdì Santo il Cristo della Misericordia e la Vergine Addolorata e il Sabato Santo la Santa Sepoltura e la Solitudine.

### Edifici culturali
Nei tre centri urbani del comune sono presenti numerose infrastrutture di recente realizzazione o, originariamente, edifici antichi, completamente ristrutturati nel corso degli anni 90 e 2000, che oggi svolgono un ruolo culturale di rilievo. Il più grande centro educativo del comune, l'I.E.S. Doñana, insieme al consiglio comunale, sta organizzando un progetto chiamato Almonte Uncovered. Questo progetto prevede la promozione di queste strutture culturali presso i turisti, fornendo agli studenti informazioni sui diversi edifici e monumenti in tre lingue diverse (spagnolo, inglese e francese). Tali spiegazioni vengono registrate su video tramite codici QR installati accanto a ciascuna di queste strutture. Ad oggi sono state incluse in totale 5 attrazioni turistiche: la Città della Cultura, il Museo del Vino, il municipio, il Monumento alle Mares e la chiesa.

#### La Città della Cultura
Si tratta di uno spazio di 6.445 m² situato nella parte settentrionale del centro città. Fu inaugurato nel 2011 e occupa il sito di un'antica casa vinicola appartenuta al conte di Cañete. Con un perimetro di 396 metri, comprende cinque infrastrutture coperte, mentre il resto dell'area è pavimentata e decorata con illustrazioni, panchine, lampioni e piante. 

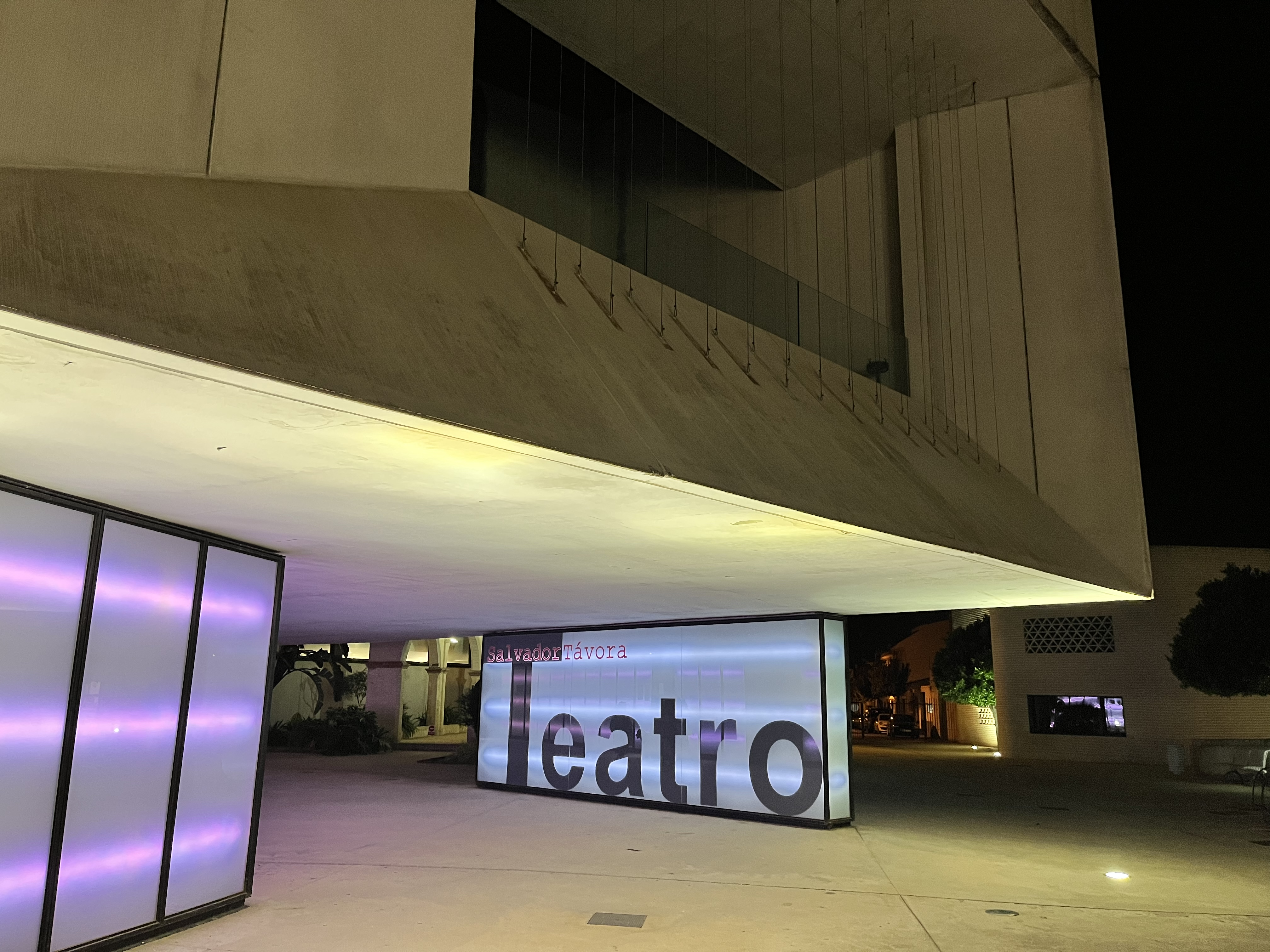
Vista frontale del teatro Almonte, con la terrazza esterna al secondo piano

 Queste cinque installazioni includono:
- Il Teatro “Salvador Távora”, edificio progettato dall’rchitetto granadino Juan Pedro Donaire Barbero e inaugurato dal regista sivigliano Salvador Távora, ha una capienza di 512 posti, classificandosi al secondo posto nella provincia per capienza, dopo il teatro del capoluogo.[136][137] Questa sala ospita eventi e spettacoli nazionali ed è stata visitata da ministri del governo spagnolo[138] e attori come Pablo Carbonell,[139][140] Lola Herrera,[141] María Castro e Gorka Otxoa.[142] Oltre all'auditorium, dispone di uno spazio espositivo chiuso e di una caffetteria con terrazza al piano superiore.
- Centro culturale polivalente “Chiesa de Baler”: si tratta di una replica a grandezza naturale della chiesa di Baler (Filippine), dove i soldati spagnoli si trincerarono durante la Guerra ispano-americana del 1898, durante il cosiddetto assedio di Baler. Uno dei sopravvissuti era José Jiménez Berro, de Almonte. C'è anche una strada che corre verso nord da Piazza de Andalucía, dedicata a questi soldati. La replica fu inaugurata dall'allora presidente delle Filippine, Gloria Macapagal-Arroyo, e ospita la sede amministrativa principale del complesso culturale. Presso questo centro è stata allestita anche la mostra permanente "Los rostros del mito” (I volti del mito), che mette in risalto gli eventi più interessanti della guerra coloniale e la partecipazione della popolazione di Almonte.
- Biblioteca pubblica municipale “Ana María Matute”, di circa 1.000 m², che occupa il sito di un'antica cantina e contiene più di 15.000 volumi. Si sviluppa su due piani e dispone di spazi per la lettura e lo studio, nonché di accesso a Internet. Al piano superiore si trova una sala adibita ad uso audiovisivo. L'inaugurazione è stata affidata alla stessa scrittrice, Ana María Matute.
- La Scuola d'Arte "Manolo Sanlúcar", inaugurata dall'omonimo chitarrista e compositore gaditano, ospita la Scuola Elementare di Musica di Almonte, nonché uno spazio per molteplici laboratori di chitarra, canto, danza e pittura organizzati dal consiglio comunale.
- Templete: è un'area coperta adiacente al teatro che occupa il sito dell'antico torchio della casa vinicola, dove veniva pigiata l'uva. È l'unica testimonianza del sito originario a testimonianza dell'utilizzo della cantina.

#### Museo della Villa
Inaugurato nel 1999, occupa il sito di un antico torchio oleario, il Molino de Cepeda, nel centro della città, di fronte al Casino de La Paz. È dedicato alla valorizzazione degli usi e costumi del comune, tra cui la cultura della vite e dell'ulivo, la farina e la tradizione dell’allevamento e forestale strettamente legate al parco di Doñana. L'edificio occupa complessivamente 1.000m² ed è suddiviso in tre aree principali: l'atrio d'ingresso, il cortile e la navata centrale. L'atrio d'ingresso è un ampio corridoio lungo il quale viene illustrata la storia di Almonte, dalla preistoria ai giorni nostri, attraverso immagini, testi e plastici. Segue il cortile, con modelli legati all'allevamento del bestiame e ad alcuni personaggi illustri del comune. Infine, la navata centrale, di 500m², ospita diverse sale dedicate agli usi agricoli tradizionali e alla storia del comune, con modelli in scala del palazzo comunale, delle cantine e dei torchi oleari, del centro storico e delle cattedrali costruite nel corso degli anni. Sul fondo della sala è allestita una mostra che illustra l'evoluzione della scultura della Vergine del Rocío nel tempo, a partire dal XII secolo. La vasta collezione etnografica si concentra soprattutto sulla simbiosi tra l'ambiente urbano e quello naturale ed è divisa in tre sezioni: la costa e la palude (allevamento, caccia e pesca), l'agricoltura di Almonte (cereali, viti e ulivi e abitazioni agricole tradizionali) e la silvicoltura (apicoltura, carbone di legna, produzione e lavorazione di essenze, principalmente pino ed eucalipto, raccolta di pinoli e legna).
Allo stesso modo, espone una vasta collezione di reperti relativi a El Rocío, tra cui repliche in scala del monumento alle Abuelas Almonteñas, la cui versione originale si trova nella parte orientale della città, e la cattedrale provvisoria che viene costruita ogni 7 anni nella piazza centrale per commemorare la visita della Vergine.

#### Museo del Vino
Il Museo del Vino di Almonte è uno spazio di oltre 1.000 m² inaugurato nel 2014, la cui costruzione è iniziata un decennio prima, sfruttando l'antica casa vinicola del XIX secolo dei fratelli Escolar, pionieri nell'innovazione tecnica nella vinificazione. Questa ristrutturazione, realizzata dopo l'acquisizione della cantina da parte del consiglio comunale, è stata una delle più ambiziose e costose del comune, coniugando con successo tradizione e modernità. Il museo offre visite guidate, un ristorante, un negozio e degustazioni. Nel corso di cinque diversi soggiorni, verranno promossi e divulgati i vini di Almonte, raccontandone la storia e il processo di produzione. Tra questi:
- Cortile centrale

Questa è la parte esterna del complesso, di 280m², da cui si accede al museo e al ristorante. Solitamente comprende tavoli all'aperto per degustazioni e assaggi, nonché una struttura decorativa centrale realizzata con bottiglie di vino. Quest'area un tempo ospitava la pressa per il vino, i locali di fermentazione e stoccaggio, l'area di invecchiamento e il laboratorio, nonché le aree di imbottigliamento e spedizione. Per la lavorazione e lo scarico dell'uva vennero utilizzati grandi carri e rimorchi. Superato il cortile, si trova una zona di accoglienza coperta che dà accesso alla cantina. 
- Cantina

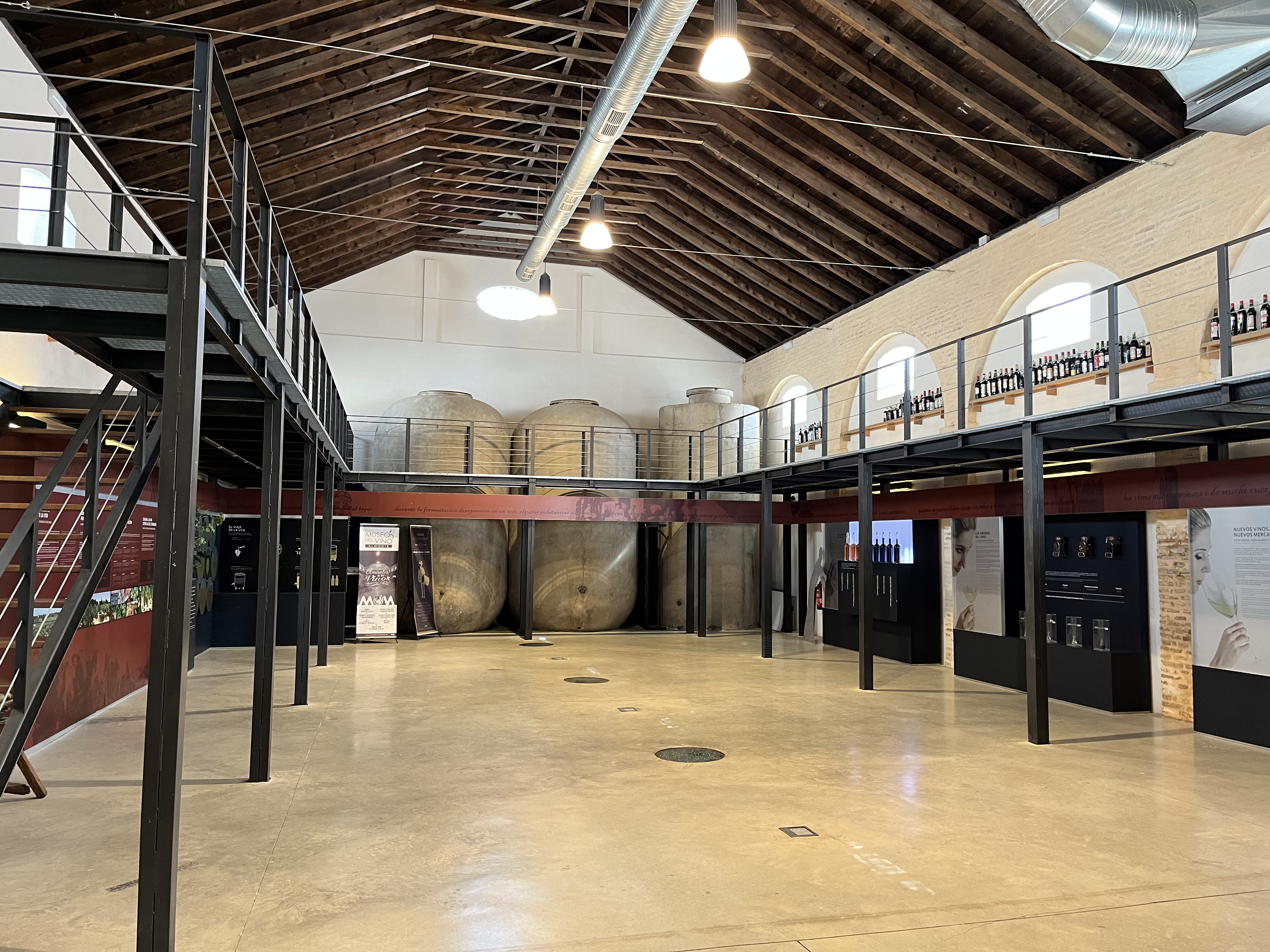
Interno del magazzino del Museo del Vino di Almonte

Si tratta dell'area interna principale, divisa tra una zona chiusa in cui sono conservate le botti di rovere americano e un'altra zona accessibile le cui pareti sono decorate con immagini che illustrano dettagliatamente la vendemmia e il processo di trasporto dell'uva. Contiene reperti come una bilancia in ferro massiccio con una capacità di 2 tonnellate, un vecchio alambicco, pulegge, ecc.
- Magazzino

Ampio magazzino con negozio ed esposizione di prodotti Almonte, tra cui il vino arancione e il Raigal (il primo vino spumante dell'Andalusia, creato nel 1992), con vetrine aromatiche sensoriali e tre delle 18 botti originali, con una capacità di 1.000 litri ciascuna e una finitura in cemento cromato.

#### Museo del mondo marino
Nel 2002, in collaborazione con il comune di Almonte e la Giunta dell'Andalusia, è stato inaugurato a Matalascañas il primo complesso turistico sostenibile della Spagna. Vanta la più grande collezione di scheletri di cetacei in Europa e la sua attrazione principale era l'Ecosfera, unica nel suo genere in Europa a quel tempo. Si tratta di una sfera di vetro sigillata progettata dalla NASA per la sperimentazione spaziale, dotata al suo interno di un ecosistema autosufficiente, composto principalmente da varie specie di alghe, gamberetti e batteri. Il museo, con un investimento complessivo di oltre 6 milioni di euro, è composto da sei sale principali che ospitano: l'unico scheletro completo di orca in Europa, oltre a 12 scheletri di altri mammiferi, una replica a grandezza naturale di un veliero e la più grande collezione di conchiglie e molluschi del Paese. È stato il primo museo dell'Andalusia e il secondo della Spagna ad ottenere i certificati di qualità ISO 9001 e ISO 14001, la bandiera AENOR, ed è stato anche membro fondatore della Rete degli Spazi Scientifici e Tecnici dell'Andalusia e della fondazione Descubre. Offriva visite guidate condotte da biologi e disponeva di una sala di navigazione, nonché di un negozio con un fatturato medio annuo di 130.000 euro. Accoglieva una media di 50.000 visitatori all'anno e chiuse i battenti l'anno dopo le elezioni locali del 2011, senza che il nuovo consiglio si aspettasse un sussidio dalla giunta per alleviare la crisi che stava attraversando. In seguito a un accordo con il CSIC, l'intero contenuto, ad eccezione del modello di una balena, fu trasferito alla Casa della Scienza di Siviglia. Nel 2023, in carica al momento dell'apertura del centro, il governo locale annunciò l'imminente riapertura della struttura, la cui fase iniziale sarebbe stata quella di ripristinarla come centro per lo sviluppo digitale.

#### Museo del Rocío
Situato nella zona sud-ovest di El Rocío, tra il villaggio e l'autostrada A-483, questo spazio, inaugurato nel 2004, si concentra in particolar modo sulla combinazione tra il paesaggio naturale e la storia del pellegrinaggio, uno dei più grandi al mondo. Si tratta di un terreno di 12.500m², di cui 2.126m² sono occupati dall'edificio del museo. È stato cofinanziato dal consiglio comunale, dalla Giunta dell'Andalusia e dal FESR e proposto, in parte, dalla Commissione internazionale di esperti su Doñana. È composto da 9 sale principali e due cortili interni, tra cui una sala per mostre temporanee. Include murales esplicativi, modelli ed elementi originali sul cavallo Marismeño, una specie protetta di Almonte e antenato della razza americana Mustang, sull'artigianato e sull'architettura locale, esportati anche in America e influenzati dall'architettura del West americano, dal pellegrinaggio e da altri usi e costumi ancestrali.

#### Centro Internazionale per gli Studi e le Convenzioni Ecologiche e Ambientali
Nell'ambito del piano di sostenibilità promosso dal comune dalla fine degli anni Novanta, nel 1997 il consiglio acquisì la vecchia casa vinicola di José María Reales, di 4.887 m², e diede inizio a un'ambiziosa ristrutturazione per installare uno degli edifici di riferimento attuali a livello provinciale, il CIECEMA. Si sviluppa su due piani e ha una superficie totale di 7.000 m², di cui 2.000 m² sono occupati dall'osservatorio astronomico Juan Pérez Mercader e dall'associazione terapeutica locale La Canaliega. Contiene una grande sala conferenze e una sala espositiva, un cortile interno, diverse sale per seminari, aule e uffici e un grande cortile centrale porticato.

#### Pinacoteca
Questa galleria d'arte è stata inaugurata nel 2005 su iniziativa congiunta del consiglio comunale, del pittore surrealista e d'avanguardia cubano Jorge Camacho, di Juan Bautista Cáceres (proprietario della società di gestione culturale Ladrús che in seguito ne sarebbe diventato il direttore) e dei fratelli Galindo Faraco. Si trova nella centro storico, in via El Cerro, a est della chiesa. È composto da tre sale, una per le mostre permanenti e due per quelle temporanee. La sala principale, al piano terra, ospita la mostra permanente di Jorge Camacho, con gran parte del suo testamento biologico dal 1968 al 2009, influenzato dal paesaggio di Almonte, in particolare dai dintorni del Parco di Doñana. Quest'opera ha un approccio mistico e un grande uso del colore per rappresentare i paesaggi naturali del comune. La galleria è stata riaperta il 30 gennaio 2025, così come il museo e altre strutture culturali rimaste chiuse durante le legislature successive al 2011. In occasione di questa riapertura è stata allestita la mostra temporanea dell'opera "Sueño Recurrente" del pittore e scultore astratto di Huelva Víctor Pulido. La sala verrà utilizzata per scopi didattici dalla scuola di pittura e da vari centri educativi.

#### Museo costiero di Doñana
Situata nel Centro di Interpretazione della zona costiera e popolarmente conosciuta come “Museo de la Torre Almenara”, è un'antica torre di guardia restaurata come museo nel 2001 e situata a pochi metri dalla spiaggia, accanto alla rotonda del Sol e alla strada azzurra, nel settore Nutria, a Matalascañas. Si sviluppa su diversi piani e 3 moduli museali principali: uno dedicato alla Scogliera dell'Asperillo (la duna fossile più alta d'Europa e Monumento Naturale dell'Andalusia), con una sua riproduzione in scala, con terrari e pannelli. Un altro, esterno, che la circonda e ospita un'esposizione botanica delle piante più rappresentative di Almonte, tra cui il ginepro albar, quasi estinto nella zona, ed esemplari di tartaruga moresca, anch'essa a rischio di estinzione. Il terzo ospita un negozio di artigianato e natura, con un punto informazioni e vendita di itinerari attraverso Doñana. Presenta inoltre riproduzioni di animali, modelli e vetrine e offre opuscoli in diverse lingue e visite organizzate. Infine, dispone di un belvedere nella parte più alta da cui è possibile ammirare la costa e il parco nazionale. Dispone di un ampio parcheggio annesso.

#### Museo forestale
Si tratta di una piccola area protetta di circa 60 ettari situata al km 8 della strada che collega la località di Almonte con il villaggio di El Rocío. Oltre al paesaggio naturale autoctono, l'area comprende anche una fattoria didattica, il Centro di Interpretazione del Lince Iberico, con diverse sale audiovisive rivolte sia al grande pubblico sia alle visite scolastiche organizzate, e un Centro del pino domestico, che comprende un enorme tronco di pino il cui interno è visitabile. C'è anche un parco avventura completamente integrato nell'ambiente naturale, con 162 strutture sospese sugli alberi, alcune alte più di 8 metri, tra cui reti, ponti di fuga, anelli, travi e passerelle di equilibrio, teleferiche e molto altro ancora.

#### Il Centro Culturale della Villa
Occupa il luogo dell'antico Eremo di San Giacomo del XV secolo, oggi demolito, nel parco Fuente de las Damas, nella parte occidentale della città, che fungeva da punto di controllo degli accessi alla città durante gli episodi epidemici. È la sede della banda musicale municipale di Almonte e può essere utilizzata per molteplici scopi, in genere presentazioni di libri, conferenze, mostre di pittura, riunioni e prove della banda, con una capienza di 120 persone. Con oltre 2.000 volumi, contiene la più ampia collezione bibliografica del comune su Doñana, El Rocío e la provincia di Huelva, comprendente anche libri fuori catalogo e copie uniche. Questa collezione è stata creata in collaborazione con l'Associazione Almonteña di Bibliofilia e Arte.

### Letteratura
Almonte cominciò a distinguersi nel campo letterario grazie ad Antonio Martín Villa, scrittore del XIX secolo che ricoprì l'incarico di rettore dell'Università di Siviglia. Scrisse anche una recensione storica dell'istituzione e contribuì anche alla poesia, con contributi ad opere di vari autori, tra cui Félix José Reinoso. In questo stesso secolo, vale la pena sottolineare anche Lorenzo Cruz de Fuentes, scrittore, professore e storico almonteño. Dedicò parte del suo lavoro all'analisi dell'opera di Miguel de Cervantes e contribuì notevolmente a documentare eventi rilevanti nella storia del comune. C'è un busto a lui dedicato in via Avenida de los Cabezudos, nella zona sud-ovest della città.
Nell'ambito della poesia, è doveroso menzionare María Castilla, che fin dall'età di 13 anni ha coltivato una raccolta legata alla zona del parco di Doñana, dove è cresciuta. Ha vinto diversi premi locali di poesia, tra cui il 2° premio nel 1995 per la sua opera Muda Nota o per Rocío Blanco, una poetessa influenzata dai fratelli Machado. Per quanto riguarda la poesia lirica per bambini, è doveroso menzionare María Endrina, insegnante e scrittrice, che è stata direttrice della scuola di Los Cabezudos. Abbinava il suo lavoro al suo hobby principale: scrivere brevi poesie sulla sua città e dedicate ai bambini, molte delle quali con riferimenti al periodo postbellico.
Nel 1995, il consiglio comunale pubblicò il primo numero di quella che sarebbe diventata una raccolta che dieci anni dopo avrebbe superato le 100 copie, chiamata Cuadernos de Almonte. Inizialmente si concentravano esclusivamente sulla prospettiva storica del comune, ma con il tempo vennero pubblicate opere incentrate su altri aspetti rilevanti, come l'arte, la gastronomia, la letteratura, ecc. Servono anche a diffondere progetti di ricerca realizzati da studenti universitari che ricevono sovvenzioni dal consiglio comunale. Ognuno di questi quaderni ha una copertina di colore diverso a seconda del tema: la serie è verde (storia), magenta (letteratura), giallo (gastronomia), blu (gestione amministrativa) e arancione (pittura). La serie blu comprende tutti i tipi di dati dettagliati su bilanci, premi, assegnazioni, progetti e altri aspetti relativi alla gestione comunale.
Dalla seconda metà del XX secolo, Almonte ha continuato a ospitare figure chiave del contributo del comune alla letteratura. Domingo Muñoz Bort è uno storico, divulgatore, scrittore e archivista, direttore del Centro Cultural de la Villa, che ha pubblicato decine di opere storiche e ha partecipato alla redazione e al coordinamento della già citata collezione Cuadernos de Almonte. Alfonsa De Almonte, scrittrice e addetta stampa del consiglio comunale, ha pubblicato diverse opere di letteratura per l'infanzia e ha anche coordinato gran parte di questa collana.
Nell'ambito del romanzo, vale la pena menzionare Juan Villa, scrittore e critico letterario che ha pubblicato vari racconti, romanzi e saggi nel corso di vari decenni, tra cui spicca il romanzo Crónica de las Arenas, ambientato ad Almonte nel dopoguerra. D'altro canto, Rocío Castrillo è una delle autrici più promettenti di Almonte, con opere premiate a livello nazionale come Una Mansión en Praga (Descubrebooks; 2013), Ellas y el Sexo (Ed.: Pigmalión; 2014), En el Fin de la Tierra (CreateSpace; 2016). Il suo ultimo e più controverso lavoro è 151 Cuchilladas, un'analisi esaustiva del duplice omicidio di Almonte del 2013.
Almonte continua a organizzare vari concorsi letterari, come il concorso di racconti brevi, organizzato dal Centro informazioni per i giovani della città. Di solito partecipano giovani di età compresa tra i 14 e i 30 anni, ai quali vengono assegnati ogni anno due racconti, nelle categorie A e B. Anche in campo letterario, il Centro de Estudios Rocieros, ente e punto di riferimento per la ricerca e la diffusione culturale del comune, svolge un ruolo fondamentale, attraverso i fratelli Gallardo, compositori che hanno raccolto più di quaranta poesie con temi rocieri nell'antologia "Por Los Senderos del Alma" (Sui sentieri dell'anima).

#### Almonte nell'immaginario popolare
Grazie alla influenza culturale e al valore naturale e paesaggistico del comune, numerosi autori hanno tratto ispirazione da esso per sviluppare la loro opera letteraria nel corso degli ultimi secoli e, più di recente, anche nella musica, nel cinema, nella fotografia e altro ancora.
Scrittori come Luis de Góngora, Juan Ramón Jiménez, Rafael Alberti o José Manuel Caballero Bonald descrivono i paesaggi del comune. Platero y Yo include il capitolo 47, intitolato “El Rocío” e anche un personaggio di Almonte, il veterinario Darbón e il poema “Favola di Polifemo e Galatea” include anche riferimenti a vari paesaggi del comune.
Diversi autori di Almonte sopra menzionati, come Juan e Águeda Villa e Juan Francisco Ojeda, hanno pubblicato nel 2015 un quaderno di paesaggio intitolato "Doñana, el paisaje narrado", in cui analizzano il rapporto tra il paesaggio naturale privilegiato del comune e le emozioni e l'ispirazione che esso genera in tutti i campi artistici.
Attualmente continuano ad apparire nuove opere che continuano a utilizzare riferimenti culturali propri del comune per svilupparsi, come il romanzo storico Alhaja dello scrittore madrileno Ángel De Frutos Acevedo, che racconta la storia di una donna che lascia Almonte negli anni '20 per cambiare vita, o il romanzo noir e satirico Un Hombre Lobo en El Rocío di Julio Muñoz Gijón, che fa un'acuta analisi sociale del contrasto tra tradizione e modernità. Un altro autore madrileno, Max Arel, ha pubblicato Cuentos de la Marisma de Doñana, un'opera riflessiva ambientata sulla costa di Almonte.

### Musica
La musica tradizionale è stata un motore della cultura di Almonte per diversi secoli, particolarmente presente durante il Pellegrinaggio del Rocío e basata su due aspetti principali: strumentale (con il flauto e il tamburo) e vocale (con le Sevillanas Rocieras da una parte e il fandango dall'altra). Più di recente, questi stili si sono fusi e diversificati, e sono emerse nuove tendenze, come la musica rock, la rumba, la trance e la musica psichedelica su cui si basa il festival Transition.
Il tamburo è stato utilizzato per secoli, con suoi materiali originali, sebbene abbia subito modifiche per migliorarne il suono. Il tamburo almonteño ha solitamente un diametro maggiore rispetto al tamburo leonese e basco (circa 50cm per 80cm di altezza) ed è solitamente realizzato in compensato con una pelle di capra fissata con un cerchio o una cinghia a ciascuna estremità. La figura del tamborilero (suonatore di tamburo) è fondamentale nelle feste tradizionali del comune e la sua funzione principale durante il Pellegrinaggio del Rocío è quella di guidare la processione della Hermandad Matriz suonando il cosiddetto Toque del Rocío, una melodia molto caratteristica del comune, molto lontana dagli accordi tipici delle canzoni del genere. Esiste anche il cosiddetto Toque del Alba, che si canta all'alba, prima di proseguire il viaggio. Infine, il Toque del Romerito chiude la trilogia dei tamburi tradizionali di Almonte. L'evento più importante è la Messa per la Vergine del Rocío, durante la quale centinaia di suonatori suonano all'unisono seguendo sequenze tradizionali e antiche, molto diverse anche dai tamburi più tipici dell'Andalusia. Il musicista e compositore spagnolo Manuel Pareja-Obregón fu uno dei fondatori della scuola de suonatori di tamburo di Almonte, una delle sei principali scuole spagnole, nonché compositore della Salve Universal.
Il flauto, come altri strumenti a tre fori, deriva dal syrinx greco, sebbene esistano pitture rupestri che la raffigurano anche all'interno di tombe etrusche. Si tratta di un tubo lungo circa 35 cm e spesso 2 cm che funziona come condotto d'aria, con un'imboccatura attraverso cui entra l'aria e una linguetta cilindrica fissata alla sua base attraverso cui passa l'aria per essere successivamente ombreggiata dalla smussatura. Questa linguetta è solitamente realizzata in legno e rimovibile, mentre la lunetta solitamente ha una piastra metallica. I legni più tipici utilizzati per la sua produzione continuano ad essere il frassino, l'oleandro, l'arancio, il limone e altri alberi autoctoni del comune. Per la finitura sono stati utilizzati materiali derivati da animali come il corno di toro. La nota più grave che la gaita rociera raggiunge è il La. Si tiene all'estremità con le labbra e si sostiene con il mignolo e l'anulare e, per alcune note, con il pollice. Quelli realizzati in legni pregiati (ebano, palissandro o mpingo) raggiungono solitamente prezzi molto elevati.
Solo nel Medioevo si cominciò a combinare flauto e tamburo, come dimostrano alcune scene del manoscritto delle Cantigas de Santa María utilizzato a partire dal XIII secolo alla corte di Alfonso X il Saggio, in cui si menziona già la caccia nell'allora chiamato Coto de las Rocinas, come dettagliato nella sezione storica. Il Pellegrinaggio del Rocío è l'evento che più ha promosso la modernizzazione e l'innovazione rispetto a questi due strumenti. Esistono vari strumenti che servono anche come accompagnamento per il flauto e il tamburo, come l'ancia, le nacchere, il rullante, la chitarra e anche il battito delle mani. Oggigiorno, il flauto e il tamburo rappresentano un bene immateriale del patrimonio storico andaluso e continuano a svolgere un ruolo centrale nella vita quotidiana di Almonte. La banda musicale municipale li utilizza spesso in varie esibizioni pubbliche e private e spesso vengono organizzate anche novene in cui questi strumenti sono spesso i protagonisti.
Per quanto riguarda il canto, Almonte ha adattato e innovato per secoli il proprio stile di sevillana, fino a evolverlo nell'attuale Sevillanas Rocieras, che è diventato uno dei sette stili ufficiali di questo genere. Si tratta di uno stile più melodico, con testi generalmente più profondi e meno festosi rispetto alla sevillana de feria, sempre legato al Pellegrinaggio del Rocío, alla Vergine del Rocío, al parco di Doñana o a qualsiasi altro elemento tematico di Almonte. Alcuni titoli noti che vengono spesso eseguiti sono Historia de una Amapola dei Los Marismeños, Mírala Cara a Cara dei Requiebros, Flores a Ella dei fratelli Toronjo, Tiempo, Detente dei Los Romeros de la Puebla o Sueña la Margarita degli Amigos de Gines.
La maggior parte dei gruppi e dei solisti più importanti di Almonte sono emersi nella seconda metà del XX secolo e attualmente comprendono più di trenta artisti locali di diversa popolarità e appartenenti a generi musicali diversi. Il gruppo più promettente è quello dei Requiebros, formato da tre fratelli che hanno iniziato la loro attività nei primi anni '80 e che hanno ottenuto molteplici successi internazionali, tra cui Mi Huelva tiene una Ría, divenuta l'inno ufficiale della provincia di Huelva. Successivamente alcuni dei suoi membri fondarono il gruppo chiamato “Los de Almonte”. Un altro gruppo degno di nota è Senderos, emerso a metà degli anni '90 e composto dai fratelli Gallardo e Manuel Ramos, con più di 30 album pubblicati e canzoni come Eso se Siente o Nostalgia. Alla fine di quel decennio emerse anche il gruppo Varales, che ottenne anch'esso diversi successi con l'album Por Derecho. Nel panorama rock, spicca il gruppo The Pink Pylon, fondato da Fran Báñez a metà degli anni 2000 e che ha pubblicato un EP nel 2005 e un album nel 2009, entrambi con lo stesso titolo e con brani come Old Blues, Dark Night o Ice.
Per quanto riguarda gli artisti solisti più attuali, vale la pena sottolineare Chico Gallardo, cantante di flamenco e rumba, compositore, chitarrista e produttore che ha pubblicato diversi singoli, e Macarena De la Torre, cantante e cantaora di fama nazionale con tre album in studio pubblicati fino ad oggi. Almonte ospita una scuola elementare di musica, una scuola di flamenco, una scuola di danza e una banda municipale. Ha ospitato concerti di artisti come Julio Iglesias, Olé Olé, Rocío Jurado, Pastora Soler, Chenoa o David DeMaría. Altri artisti locali e regionali meno noti si esibiscono spesso nei fine settimana su piccoli palchi in vari bar e pub del centro città, così come a El Rocío e, in estate, a Matalascañas.

### Cinema
Almonte, grazie al suo territorio comunale ampio e diversificato, è stato utilizzato come set cinematografico per una moltitudine di lungometraggi, cortometraggi, documentari, video musicali, programmi e concorsi, in particolare El Rocío, la spiaggia di Matalascañas e le dune di Doñana.

#### Film girati ad Almonte
Tra i film di successo girati nel comune si annoverano La storia infinita,Lawrence d'Arabia, girato tra le dune di Doñana, Il vento e il leone, con Sean Connery, o i due film western americani con Clint Eastwood: Il buono, il brutto, il cattivo e Per un pugno di dollari, con scene girate a El Rocío. Anche la popolare serie The Walking Dead è stata girata in Andalusia, mostrando i tipici minibus fuoristrada che visitano il parco di Doñana dal centro visitatori di El Acebuche, ad Almonte.
Il film francese Anything for Her (2008) è stato girato nella città di Almonte e nel villaggio di El Rocío, così come il film olandese The Flying Liftboy. Anche il film Sunburned (2009), di Carolina Hellsgård, girato a Matalascañas.
Per quanto riguarda il cinema spagnolo, alcuni film girati nel comune sono: Tenemos 18 años (1959), Canción de cuna (1961), Armas para el Caribe (1965), La Cólera del Viento (1972), El Viento y el León (1975), Mi Bello Legionario (1977), Made in Japón (1985) o La Cruz de Iberia (1990). L'ultima ripresa realizzata nella città è il film Te Protegerán mis Alas, di Antonio Cuadri, sull'immigrazione africana attraverso lo Stretto di Gibilterra. Molti video musicali sono stati girati anche nel comune di Almonte, tra cui Una Rosa es una Rosa dei Mecano o Agua Dulce, Agua Salá di Julio Iglesias.

#### Iniziative cinematografiche
Da oltre 20 anni la Scuola di Animazione di Almonte forma registi, tra cui i creatori dei personaggi animati di Aventuras en Doñana, che hanno poi ispirato il film Felix l'Ultima Lince (2009), vincitore del premio Goya come miglior film d'animazione e prodotto da Antonio Banderas, che l'anno precedente aveva firmato ad Almonte il Patto Andaluso per la Lince Iberica. Nel 2001 è stata fondata anche "Producciones Doñana S.L", che ha prodotto una moltitudine di opere audiovisive, tra cui il cortometraggio "Hambre" (2011), diretto dal regista almonteño Mario De la Torre.
Almonte è registrata presso la Rete delle Città del Cinema (Andalusia Film Commission). Existe igualmente desde 2010 el Festival Internacional de Cine Científico y Ambiental de Doñana Dal 2010 esiste anche il Festival Internazionale del Cinema Scientifico e Ambientale di Doñana, il cui obiettivo è quello di promuovere l'ambientalismo attraverso il cinema. Il programma promuove nuovi registi e forma comunicatori scientifici. Le sessioni di proiezione di filmati scientifici si tengono solitamente presso il Centro per la ricerca scientifica e ambientale (CIECEMA) di Almonte. Questo festival comprende un concorso in cui una giuria di professionisti premia il miglior film.

### Sport
Il clima relativamente stabile di Almonte ha reso il comune una località fondamentale per gli sport all'aria aperta. Il consiglio comunale e le diverse associazioni sportive locali dedicano ingenti finanziamenti, tempo ed energie alla promozione dello sport, consentendo a cittadini di tutte le età di partecipare attivamente e di ottenere importanti premi e riconoscimenti, tra cui medaglie d'oro e d'argento a livello nazionale e internazionale in sport quali duathlon, judo, ciclismo, pugilato, motocross e ginnastica ritmica. Altre discipline degne di nota sono quelle legate al mondo dei cavalli, una delle principali attrazioni della zona, con diversi circoli di equitazione, attacchi e noleggio cavalli per esplorare i paesaggi naturali. Allo stesso modo, Almonte è l'unico comune a est del capoluogo ad avere una piscina olimpica, situata nel complesso sportivo della zona nord, uno dei principali di Huelva. Nel 2006 gli iscritti ai vari centri sportivi del comune erano già 3.385. Di solito, il merito sportivo del comune viene celebrato periodicamente con un gala sportivo in cui vengono premiati i contributi più significativi in questo importante ambito, come quello tenutosi il 7 febbraio 2025, che ha premiato 56 atleti locali in più di 13 discipline.

#### Servizi sportivi pubblici
Per quanto riguarda i centri sportivi pubblici, il comune ne ha quattro principali: due ad Almonte, uno a El Rocío e uno a Matalascañas. Il centro sportivo municipale di Almonte, con una superficie di 43.561m², si trova in via Avenida de la Juventud, all'estremità settentrionale. Il centro è dotato di due campi da calcio, tre campi da tennis, una piscina olimpica all'aperto, una piscina coperta, una piscina per bambini all'aperto, una pista di atletica e uno stadio al coperto. Il secondo complesso è il centro sportivo “Los Llanos”, nella zona sud, con quattro campi da paddle tennis, un campo da basket e uno stadio al coperto. Nella stessa zona si trova un circolo di bocce all'aperto. Fuori città, nella zona sud, si trovano una pista di motocross e una pista per aeromodellismo.
Il terzo centro sportivo, chiamato Campo Municipal del Deporte, si trova a El Rocío, nella zona orientale. Dispone di una piscina da 25 metri e di una piscina per bambini, quattro campi da basket, due campi da paddle tennis, un campo da calcio e un edificio coperto. Nel settore privato, Almonte dispone di quattro palestre. Tre di questi si trovano nel centro urbano principale e un quarto a Matalascañas, un'urbanizzazione che ospita anche un club di parapendio e paramotore e diversi club nautici e di pesca.
Diverse scuole sportive offrono corsi di formazione e certificazioni a diversi livelli, come la scuola regionali di judo di Almonte, che offre corsi di judo intermedi e avanzati. Altri istituti del comune che offrono corsi di laurea specialistica sono calcio, calcio a 5, basket, pallamano, atletica e bagnino. Dal 1985, Almonte ha una squadra di calcio comunale, l'Almonte Balompié, che indossa maglia e calzettoni rossi e pantaloncini blu. Questa squadra partecipa alla Prima Divisione Andalusa e alla Huelva Regional Preferente. Nel 2024, il comune ha ospitato il torneo internazionale di calcio giovanile "Gañafote Cup", che si tiene dal 2017. Per quanto riguarda la danza, nella zona sud-occidentale si trova l'Accademia di danza spagnola "Pastora del Rocío".

#### Ciclismo e motocross
Anche il ciclismo riveste un ruolo fondamentale nel Comune, sia a livello professionistico, nel settore pubblico e privato, sia a livello amatoriale. La almonteña María Isabel Felipe, ha vinto il campionato europeo XCM a Laissac (Francia) nel 2023. Ad Almonte si organizza spesso il circuito provinciale Huelva Series XCM, y existen clubes importantes como Atrochamonte che partecipa a maratone ciclistiche fuoristrada come la "Doñana Natural", che si è già tenuta più di dieci volte l'anno. Allo stesso modo, la città costiera di Matalascañas è dotato di un'ampia rete di piste ciclabili che collega l'estremità orientale con quella occidentale e prosegue ininterrottamente fino alla vicina città di Mazagón, a circa 25km di distanza. Il circuito di motocross di Almonte si trova a 5km a sud della città e si estende su un'area rettangolare di circa 138.000 m², con un tracciato di 1,5 km e circa 13 curve. Si distingue dagli altri circuiti andalusi per la sua particolare sabbia fine e sciolta, tipica delle zone costiere, che rappresenta una sfida aggiuntiva per questo sport, poiché tende a creare solchi profondi e a cambiare continuamente forma durante le gare. Tutto ciò costringe i piloti a sfruttare al massimo la loro tecnica per gestire la moto in condizioni di scarsa aderenza. Questo circuito ospita numerosi percorsi e competizioni, come il Campionato Andaluso. Il centro sportivo comunale ospita anche gare internazionali di freestyle di alto livello.

#### Pallavolo
Vale la pena menzionare anche il ruolo della pallavolo nel comune, inclusa la modalità di beach volley a Matalascañas. La squadra cadetta maschile di Almonte ha vinto la Coppa di Spagna nel 2024, mentre la squadra juniores femminile ha vinto lo stesso trofeo nel 2023. La squadra juniores è stata anche campione dell'Andalusia. Nella ventiseiesima edizione del circuito provinciale di beach volley, svoltasi a Matalascañas, più di 200 squadre si sono sfidate per più di 12 ore nelle categorie alevín, infantil, cadetti e senior.

#### Equitazione
Un altro ambito sportivo intrinseco alla cultura locale è quello equino. La struttura equestre più importante del comune è il Consorzio Andaluso per la Formazione Ambientale per lo Sviluppo Sostenibile (Formades). Occupa un terreno di oltre 16.000 m² situato nella parte occidentale del villaggio del Rocío, dall'altro lato della strada A-483, poco dopo aver superato la rotonda d'ingresso sulla destra. È costituito da quattro edifici principali: un maneggio di quasi 3.000 m², unico nella provincia, un recinto esterno per il bestiame, un'area di accoglienza e un edificio per le aule di formazione. Offre fino a dieci corsi diversi, tra cui corsi per caposquadra tecnico in allevamenti equini, tecnico specializzato in dressage e addestramento western, selleria, ferratura di cavalli ed energie rinnovabili, con una media di 10.000 ore di formazione all'anno e più di 100 studenti. Il tasso medio di successo nell'inserimento lavorativo dopo aver frequentato il centro raggiunge il 70% degli iscritti. El Rocío ospita anche il maneggio dell'AICAB, accanto al CECOPI, nella parte nord-occidentale del paese, con oltre 20.000m² a disposizione per campionati, esibizioni, allenamenti, attività didattiche e molto altro.
Il campionato spagnolo di doma vaquera (dressage) si tiene solitamente presso l'allevamento di bovini "Huerta de la Cañada", nella parte nord-orientale della città, mentre la fattoria "El Ranchito" a El Rocío ospita anche eventi internazionali come le esibizioni del festival "Esencia Vaquera". I ciclisti di Almonte come Alfonso Martín Díaz e Carlos Fernández hanno vinto vari campionati nazionali e regionali in diverse categorie. Almonte ospita una scuola di equitazione nel centro della città e il Club Ippico "Amigos del Cavallo" nel Parque Dunar di Matalascañas, con una struttura di oltre 2.200 m² che ospita anche campionati ed esposizioni e moduli didattici. “El Pasodoble” è un’impresa di turismo equestre che organizza percorsi a cavallo di diversa difficoltà, situata accanto al suddetto circolo ippico. Il comune ospita anche un centro vendita cavalli e una scuola di dressage e di addestramento al traino chiamata Cuatro Aguas, nella parte nord-occidentale del comune, fuori della città. Anche le gare di carrozze, come la Coppa Andalusa di Corsa a Ostacoli o il Concorso Internazionale di Attacchi Tradizionali (CIAT), e le corse di nastri e cavalli occupano un posto di rilievo nel comune, che continua a essere un punto di riferimento in queste discipline a livello internazionale.

#### Caccia
Il settore venatorio è un altro pilastro fondamentale di Almonte: la caccia fu infatti la ragione originaria della creazione dell'attuale parco di Doñana, che per decenni fu la riserva di caccia reale della corona spagnola. Fu Alfonso X il Saggio a stabilire la sua riserva di caccia nel 1262 dopo la conquista del regno di Niebla. Nel 1925 venne fondata la Sociedad de Cazadores. Almonte possiede tre grandi riserve di caccia private: La Concepción, La Parrilla e La Borrachuela. Con più di 700 licenze federate e tre associazioni sportive: Montes de Propios (1934), Los Labrados (1970) e Coto del Rocío (1982). Cacciatori e appassionati chiedono un poligono di tiro nel comune, poiché quello situato sulla costa è ad uso esclusivamente militare. Ad Almonte è attualmente in corso la costruzione del primo poligono di tiro olimpico della provincia, che ospiterà eventi sia locali che internazionali. Allo stesso modo, il comune organizza una sfilata annuale di cani da “rehala” (cani da caccia), in collaborazione con il Club Sportivo Cacciatori di Almonte, l'Associazione Spagnola di Cani da “rehala”, la Federazione Andalusa di Caccia e varie attività commerciali locali. La sfilata solitamente inizia al parco Fuente de las Damas e termina al parco El Chaparral. La sfilata dura circa 40 minuti, con fermate e suoni di strumenti. Vengono assegnati premi alla migliore caracola e alla migliore collera (collare). Almonte ospita inoltre frequentemente eventi come i concorsi cinofili nazionali della Reale società cinofila di Spagna, ad esempio il concorso del Club spagnolo di alani, che si è tenuto il 16 marzo 2025 presso l'allevamento di bestiame Huerta de la Cañada.

#### Pattinaggio alpino
Almonte continua a investire e innovare nel campo sportivo. Nel comune è stato recentemente fondato il primo club di pattinaggio alpino in linea dell'Andalusia, il "Roller Club Alpine Almonte", mentre nella zona sud della città, all'interno del parco Clara Campoamor, è stata installata l'unica pista dedicata a questo sport nella comunità autonoma. Almonte ha partecipato alla Coppa di Spagna del 2023 a Barcellona, classificandosi primo nella competizione U11 maschile. y fue sede en 2024 de la Copa de España, quedando 4 almonteños entre los 3 primeros puestos de las distintas categorías.

#### Golf
Nell'aprile 1997 è stata approvata in seduta plenaria una modifica specifica al Piano Regolatore Generale Urbano (PGOU) riguardante un piano speciale a Matalascañas per la costruzione di un campo da golf. Nel 1998, il Consiglio comunale di Almonte ha avviato la costruzione del primo campo da golf ecologico e sostenibile d'Europa, con 18 buche e 290.000m². Fu inaugurato nel febbraio 2001. Il Comitato di monitoraggio fu istituito nel maggio dello stesso anno. Nel giugno 2005 ha ospitato il 60º Campionato Spagnolo di Golf Professionistico e nel dicembre dello stesso anno è stata inaugurata la Scuola di Sport di Golf. Questo spazio è attualmente chiuso; la sua riapertura è prevista dall'amministrazione locale durante la legislatura 2023-2027.

### Gastronomia
Ad Almonte abbondano le ricette tipiche della dieta mediterranea, tra cui si vendono in particolare i gambere bianchi di Huelva, le sardine e gli sgombri, oltre al coniglio e alla pernice in umido. I prodotti e i piatti più caratteristici sono:
- Arselle alla marinera

Si tratta di un piatto simile ai tipici arselle all'aglio, ma con cipolla e pomodoro saltati, colorante e paprika.
- Carciofi ripieni

Questa è una ricetta per carciofi ripieni di prosciutto iberico, aglio, cipolla, uovo sodo e prezzemolo. Vengono impanati e, dopo la frittura, stufati.
- Cocido Almonteño

Si tratta di uno stufato di ceci con fagiolini e zucca, a cui vengono aggiunti pollo e altri ingredienti dello stufato, insieme alla paprika dolce, che gli conferisce un colore arancione insieme alla zucca e al pomodoro.
- Corvina in salsa di mandorle

Si tratta di corvina condita a filetti o a fette, stufata nel suo brodo e accompagnata da una salsa di mandorle fritte, cipolla, aglio, alloro e vino. Di solito è accompagnato da patate o riso.
- Habas enzapatás

Stufato tipico di Huelva a base di fave cucinate principalmente con aglio, mentuccia e sale.
- Hallullas

Si tratta di pani molto sottili, a forma di mezzaluna gonfia, leggermente cotti e con più ripieni, solitamente pringá (carne bollita con il tocino), merluzzo, salmone, carne sfilacciata o chorizo.
- Insalata Rociera

Si tratta di un piatto di pomodori maturi tagliati a fette e conditi con aglio tritato, sale, olio, prezzemolo e fette di prosciutto iberico.
- Lumache

Solitamente si trovano in primavera in qualsiasi locale del comune, soprattutto nelle taverne e nei ristoranti con terrazze all'aperto. Vengono serviti direttamente su un piatto. Le cabrillas (lumache più grandi) vengono solitamente cucinate con salsa di pomodoro o altre salse.

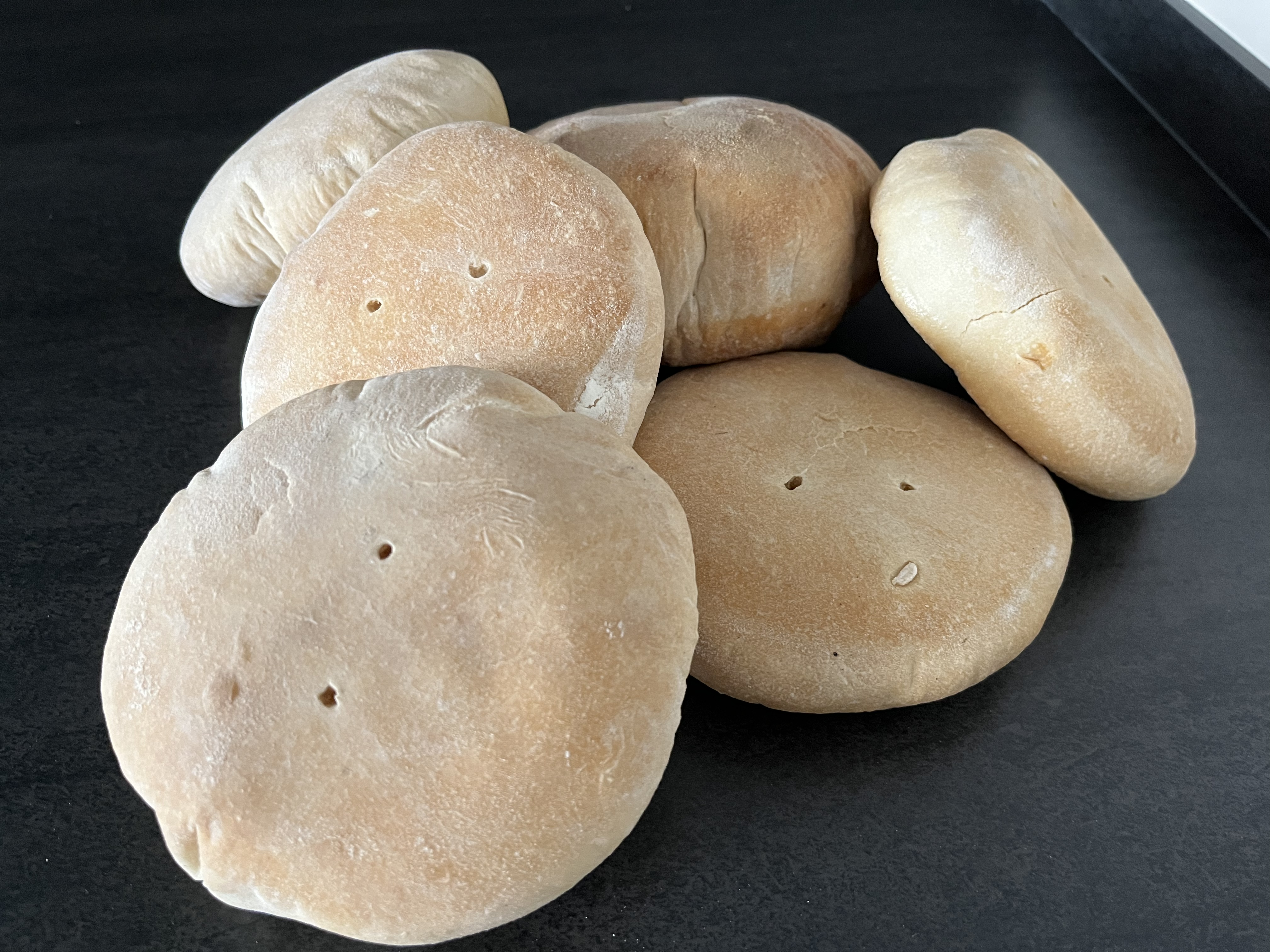
Pane tipico di Almonte, con farina di candeal

- Pan bazo

- Pernice in umido

È uno dei piatti a base di selvaggina più tipici. Le pernici vengono pulite, condite e legate. Vengono poi saltati in padella aggiungendo vino bianco e paprika. Infine vengono ricoperti con la loro salsa in una pentola con coperchio e solitamente serviti con patatine fritte o riso.
- Pezuñas (zoccoli)

Ci sono due dessert, il secondo dei quali è tipico di Almonte e consiste in una fetta di pan di Spagna molto leggero a forma di zoccolo, imbevuta di sciroppo e farcita con crema pasticcera, il tutto ricoperto da una crema di tuorlo d'uovo tostato.
- Poleá con miele

Ad Almonte è molto tipico aggiungere miele e chiodi di garofano a questo dolce tipico, simile al porridge.
- Repápalos

Si tratta di piccole porzioni romboidali di pasta fatta con farina, lievito, sale e acqua, fritte in olio d'oliva. Di solito vengono immersi nello zucchero, nel miele o nel cioccolato. Si mangiano anche da soli.
- Stufato di agnello

Si tratta di uno stufato di agnello tritato, cucinato con verdure, pane e vino. Di solito è accompagnato dalle frattaglie stesse.
- Torta Doñana

È il dolce per eccellenza della cucina di Almonte. Questa torta è fatta con panna montata e gelatina e contiene fichi secchi, pinoli, uvetta, mandorle, datteri, noci e miele.
- Torta alle fragole di Almonte

Si tratta di un altro dolce tipico che, come il precedente, si rapprende con gelatina e panna montata. Contiene succo di limone e arancia e marmellata naturale di fragole che ricoprono una base di pan di Spagna imbevuta di sciroppo.
- Uova strapazzate di Matalascañas

Il merluzzo fresco viene dissalato e sminuzzato, quindi saltato in padella con aglio, cipolla e alloro. Aggiungete poi l'uovo sbattuto e lasciate cuocere fino a cottura ultimata, aggiungendo il prezzemolo.
- Mucca mostrenca con riso

Si tratta di un piatto di carne di manzo tritata e fritta, a cui vengono aggiunti pomodoro, carota, vino e condimento e lasciata cuocere. Di solito viene servito con riso, cotto fino a ottenere una consistenza brodosa.
- Vino Raigal È stato il primo vino spumante prodotto in Andalusia (nel 1992),[145] anche se la varietà più popolare è il vino bianco secco, ottenuto da uva zalema. Ha un del 10,5%. Al palato è morbido e presenta tonalità verdognole.
- Vitello alla Rociera

Si tratta di un piatto di mucca marismeña stufata nel vino, a cui vengono aggiunti spinaci impanati e fritti e palline di patate.
- Zuppa d'oca marismeña

Si tratta di un piatto di oca tritata e fritta, stufata con acqua e spezie e servita su fette di pane imbevute nel brodo stesso, aggiungendo ingredienti come uovo, menta o aglio.

### Gemellaggi
Almonte ha stipulato 7 accordi di gemellaggio, molti dei quali sono stati stipulati negli ultimi decenni. Altri sono antichi, come Sanlúcar de Barrameda, comune di confine che dal XVII secolo è una confraternita sussidiaria di Almonte. Farsia, d'altra parte, come l'Algeria, attraverso Campi profughi Sahrawi di Tindouf, partecipa dal 1997 a un programma di tutoraggio estiva denominato "Vacanze in pace", con centinaia di giovani che hanno soggiornato ad Almonte durante l'estate come scambio culturale e umanitario, dimostrando solidarietà con il popolo saharawi. Nel 2000 si è gemellato con Almonte. Clare ha dato vita a una delle confraternite internazionali ammesse come sussidiarie dalla Hermandad Matriz nel 1996. Il gemellaggio con Céret è avvenuto nel marzo 2003 e con A Estrada nel 2005. Nel febbraio 2024 Almonte è stata gemellata con Estepona, per i legami che uniscono entrambe le città, tra cui il fatto di essere comuni costieri con resti di torri di avvistamento sulle loro rive, l'appartenenza ufficiale comme confraternita del Pellegrinaggio del Rocío e modelli di gestione a cui entrambe le popolazioni vogliono ispirarsi a vicenda.
- Baler
- Céret
- Clare

- Farsia
- Estepona

- A Estrada
- Sanlúcar de Barrameda

## Economia
Almonte ha un'industria competitiva e importanti fonti di reddito, grazie soprattutto alle abbondanti risorse naturali del suo vasto territorio e al turismo. Il comune ha superato la media di 45 milioni di euro di entrate nel suo bilancio negli ultimi cinque anni e ha battuto il suo record nel 2019 con quasi 63 milioni di euro, classificandosi al primo posto nella provincia dopo il capoluogo. Nel 1989 il bilancio aveva già raggiunto 1,491 miliardi di pesetas, raddoppiando dieci anni dopo. Tradizionalmente, la popolazione lavoratrice si è sostentata con ghiande, miele, pinoli, sale, carbone, legna da ardere, bestiame e caccia. Negli anni '50, Almonte contava 58 case vinicole e 10 torchi oleari, due fabbriche di soda, quattro mulini per la farina e dieci mulini per il pane, una dozzina di macellerie, otto pescherie, una dozzina di negozi di frutta e verdura e venti negozi di alimentari. Nel 1979, il consiglio comunale elaborò un totale di 987 licenze per l'apertura di attività commerciali. Nel 2022 nel comune erano presenti complessivamente 1.898 esercizi con attività economica dichiarata (di cui 63 con più di 20 dipendenti). Di questi, 473 erano impegnati nel commercio all'ingrosso, 261 nell'agricoltura, allevamento e pesca, 254 nell'ospitalità, 200 nell'edilizia e 120 in altri servizi. Almonte è federato nella Federazione degli imprenditori di Huelva (F.O.E.) e per decenni ha ospitato l'Ufficio per lo sviluppo locale, la sede centrale di aziende municipali come Iniciativas Industriales El Tomillar e la Empresa municipal de la vivienda.

### Settore primario

#### Agricoltura
Per secoli, il grano, la vite e l'ulivo sono state le principali colture della zona, con tre distinti ambiti agricoli: Il ruedo, le paludi e il paesaggio forestale costiero. Il ruedo costituisce una piccola parte del territorio comunale ed è costituito da piccoli appezzamenti irregolari, prevalentemente dedicati a vigneti, oliveti e cereali. Venivano utilizzati anche per l'orzo, l'avena o il foraggio per l'alimentazione del bestiame. Nel 1976 c'erano 382 ettari di grano e 800 ettari di orzo. A metà del XX secolo, Almonte produceva 5 milioni di litri di vino, 2.000 tonnellate di olive, 10.000 m3 di legno di pino, 2.000 m3 di eucalipto e 7.000 quintali di carbone. C'erano circa 14 milioni di pini e 16 milioni di eucalipti. Attualmente Almonte dedica una piccola percentuale del suo territorio all'agricoltura: 2.843 ettari a colture erbacee (principalmente fragole e girasoli) e 4.334 a colture legnose (in particolare mirtilli e ulivi). Il comune ospita circa 20 aziende agroalimentari, molte delle quali rientrano tra le più redditizie d'Europa. Vale la pena menzionare Atlantic Blue, fondata nel 1993. L'anno successivo furono fondate sia Bionest che Surexport; La prima con 748 dipendenti e un fatturato medio annuo di 30 milioni di euro, la seconda con quasi 3.000 dipendenti e un fatturato medio mensile di oltre 200 milioni di euro, con una superficie coltivata di circa 1.600 ettari. Guaperal è stata fondata nel 1998 e Fresmiel nel 2004. Tre di queste aziende rientrano tra le 10 aziende frutticole con il fatturato più alto in Spagna. Almonte è il comune con la maggiore superficie dedicata all'agricoltura biologica a livello provinciale e partecipa con diverse aziende locali alla fiera internazionale Fruit Attraction, che si tiene solitamente presso l'IFEMA (Madrid).

#### Allevamento
Come spiegato in dettaglio nella sezione storica, l'allevamento del bestiame ha svolto un ruolo fondamentale ad Almonte fin da tempi immemorabili. Nel 2009, nel comune erano registrate 410 aziende d’allevamento, di cui 276 appartenenti al settore equino (rendendolo il 9º comune più grande dell'Andalusia, dopo gli 8 capoluoghi di provincia) e 72 al settore bovino. Il settore d’allevamento del comune è suddiviso in due branche principali: cavalli e mucche. Le razze autoctone equine e bovine convissero con l'antica civiltà tartessica, furono in parte addomesticate dai musulmani durante il Medioevo, esportate in America nel XVI secolo (dando origine alla popolare razza Mustang) e protette all'interno del parco nazionale di Doñana dal 1969. L'Associazione Nazionale degli Allevatori di Bovini Marismeño, situata nella parte settentrionale del centro urbano, fu creata nel 1982 per proteggere gli interessi degli allevatori locali e delle razze autoctone protette, il Cavallo Marismeño e la Mucca Mostrenca.
Il cavallo Almonteño è classificato dal Catalogo Ufficiale delle Razze Bestiame della Spagna (Allegato I del Real Decreto 45/2019, dell'8 febbraio) come razza autoctona in via di estinzione. È una specie eumetrica, con profilo subconvesso e subloingilineo, dal carattere robusto ed equilibrato, molto rustica e dal passo veloce. I mantelli più comuni sono il baio, il sauro e il nero, con un'altezza media di 148 cm. È possibile trovarlo sia addomesticato, principalmente nelle aree urbane, sia selvatico e semi-selvatico, nella parte sud-orientale del comune, a Doñana. I veicoli domestici vengono utilizzati sia per la trazione di fertilizzanti e animali, sia per uso ricreativo, sia privato che pubblico (corse di cavalli e di equitazione, gare di ami, ecc.). I cavalli semi-selvaggi vengono condotti una volta all'anno, durante la Saca de las Yeguas, fino ad Almonte, dove vengono venduti, prima della fiera. Nel comune sono presenti circa 1.000 esemplari.
Anche la mucca di Almonte è registrata dalla stessa istituzione nazionale come specie in via di estinzione. Parente ancestrale del leggendario uro selvatico, è una specie bovina ortoide molto rustica, nervosa e sfuggente, con testa piccola e corna perlate, fini e ricurve, pelo corto e folto, mantello rossiccio con possibili macchie bianche sulla parte inferiore del tronco, discromie attorno agli occhi e frangia attorno al muso. Le femmine solitamente non si organizzano in gruppi composti da più di venti esemplari, mentre i maschi vagano da soli, unendosi a questi gruppi durante la stagione riproduttiva. Si stima che nel comune di Almonte ce ne siano circa 2.000 esemplari. Infine, l'allevamento di pecore ad Almonte continua ad attrarre allevatori con grandi greggi, soprattutto nelle zone rurali che circondano la città.